# 成昆铁路
成昆铁路，全称成都—昆明铁路，是中华人民共和国的一条铁路线路，连接了四川省省会成都市与云南省省会昆明市。线路全长1083.32千米，为中国铁路主要干线之一，也是“兰昆通道”的组成部分。线路纵向贯穿被高山峡谷大江大河封闭着的四川西南部大渡河、安宁河流域和滇北地区龙川江流域，穿越地质大断裂带；沿线山势陡峭，地形和地质极为复杂，素有“地质博物馆”之称。因此，线路的修建难度极大。
在成都与昆明间修建铁路的主张始于19世纪末，直至20世纪30至40年代才有过具体的勘测，但因川滇二省间的崇山峻岭最终都未能落实工程。1950年代前期开始勘测，对比论证西、中、东三大全线走向方案后，最终因攀枝花钢铁基地、沿线自然资源等因素而选择了西线方案。1958年夏季线路开始动工建设，但随即在1960年初完成成都至青龙场区间后停工；1964年开启三线建设后，成昆铁路作为其中的一项重点工程而复工。此后受文化大革命影响，铁二局负责工段进展一度不顺，但终在1969年年末恢复正常的施工秩序。全线在1970年7月1日通车、1971年1月1日投入运营。
成昆铁路的线路经过多次调整。自2021年9月29日起，国铁集团将成都至迤资段称为“成昆铁路成攀段”，黄瓜园至昆明段称“成昆铁路元昆段”，原峨眉至广通间编入成昆铁路的新建复线定名为峨广铁路。2022年12月26日峨广铁路全线通车后，既有成昆线峨眉以南区间便主要承担货运功能和短途客运功能。今时成昆铁路全线共有3对公益慢火车运行，其中途经凉山地区的2对列车成为了当地人出行的“生命线”。
成昆铁路沿线蕴含有多种类型的矿藏，而且线路途经的大渡河、雅砻江、金沙江流域具有丰富的森林及水力资源，颇具发展前途。另外，线路途经西南地区少数民族聚居区，对于改善西南交通状况、加强西南地区民族团结、促进西南地区经济发展、推动西南地区国防建设都具有重要意义。由于成昆铁路经过崇山峻岭，在修建过程中有大量的施工人员牺牲在工地上，在铁路沿线也存在着一些安葬牺牲施工人员的烈士陵园；在运维过程中，线路也屡受自然灾害的影响而发生事故。在这一艰难历程中，也孕育出了“成昆精神”。现今，成昆铁路沿线一些桥隧及线路区段被沿线人民政府公布为“成昆铁路仁和段”等文物保护单位。

## 线路基本情况

### 技术参数
成昆铁路北起四川成都，南至云南昆明，线路实际里程1083.32千米、运营里程1100千米。在技术要求上，该线超出西南既有铁路干线的标准：限制坡度为6‰、西昌以北加力坡达到16‰，西昌以南加力坡达到12‰。一般地段的最小曲线半径为600米，困难地段为400米，仅因沙湾站至共和站间考虑远期改线而保留了几处300米及350米的半径曲线。全线在初建时为单线铁路，并直接采用内燃机车牵引列车，隧道预留了電氣化鐵路净空，广通至昆明间也预留了复线位置。成昆铁路扩能改造工程完工后，线路成都至峨眉（具体至燕岗站）区间、温泉至昆明区间扩能为复线铁路，运营时速达到160km/h。
成昆铁路共四次越岭、七次展线、十三次跨牛日河、八次跨安宁河、四十九次跨龙川江及其支流楚雄河、广通河。全线在通车时有427座隧道及明洞、991座桥梁，桥隧总长度达433.7千米，占全线总长的41.6%。其中沙马拉达隧道为当时铁路建设中所修建的最长隧道，钢桁梁桥三堆子大桥与石拱桥一线天桥亦皆是当时同类桥梁中跨度最大者。
线路在中国铁路运输网中与一些其他铁路干线相联络：在成都与宝成铁路、成渝铁路、达成铁路相接；在昆明与沪昆铁路、南昆铁路、昆河铁路、昆玉铁路相联，同时在广通还与广大铁路相接。

### 沿线概况
成昆铁路自成都引出，穿过海拔约为500米的川西平原后，向南经过彭山、眉山、夹江。自峨眉起溯大渡河左岸河谷而上，经峨边、金口河后转入牛日河河谷，过甘洛、普雄，利用海拔2280米处的沙马拉達隧道越过分水岭沿孙水河而下，经喜德、泸沽，再转入安宁河河谷到达西昌。由西昌继续沿安宁河、雅砻江而下，经德昌、米易至海拔1000米左右的金沙江河谷，此后又溯龙川江河谷往上，经元谋、禄丰、安宁到达昆明所在、海拔1900米左右的滇中高原。
铁路沿线地形复杂、地势险峻，大渡河、金沙江河谷存在着百米高的悬崖，牛日河、孙水河河谷存在着几段河床陡峭的地段。在地质方面，沿线地区受到历次地质构造运动的影响，且新的地质构造运动也较活跃，存在着各种不良物理地质现象。全线有500多公里位于烈度7—9度地震区。业内素来以“地质博物馆”一语形容沿线复杂的地质情况。另外受地段、地区、高度这三个因素影响，线路所途经的地区气候多样：川中盆地为湿热气候，但到了大渡河与金沙江河谷则是干热气候，而滇中高原又是温和气候。因此在完成工程的过程中，不论是在勘测设计还是在工程施工方面，都面临着极大的困难。

## 建设历程

### 背景
早在19世纪末，美、英、法等国家就有意愿修建连接四川与云南两省的铁路，部分国家也做了勘察。20世纪30年代到40年代之间的抗日战争期间，重庆国民政府欲保障西南地区的运输，也对该线路做过一些勘察工作。交通部比选后选定了经由宜宾、阜镇、彝良、威宁、宣威、曲靖、昆明的方案，并成立叙昆铁路工程局对线路进行初测定测及前期施工。然而线路经过的区间地势险峻、地质复杂，最终皆未能落实工程。至民国33年（1944年）6月，叙昆铁路仅完成了昆明至沾益间的铺轨工作。
中华人民共和国成立后，新成立的中央人民政府需要建设国内。1952年铁道部在进行宝成铁路工程的同时，也开始研究成昆铁路的走向。当年4月铁道部西南设计分局开始对线路进行前期勘察（草测），范围覆盖成都至昆明间之间，长约1000公里、平均宽约200公里。

### 全线走向三大方案的提出

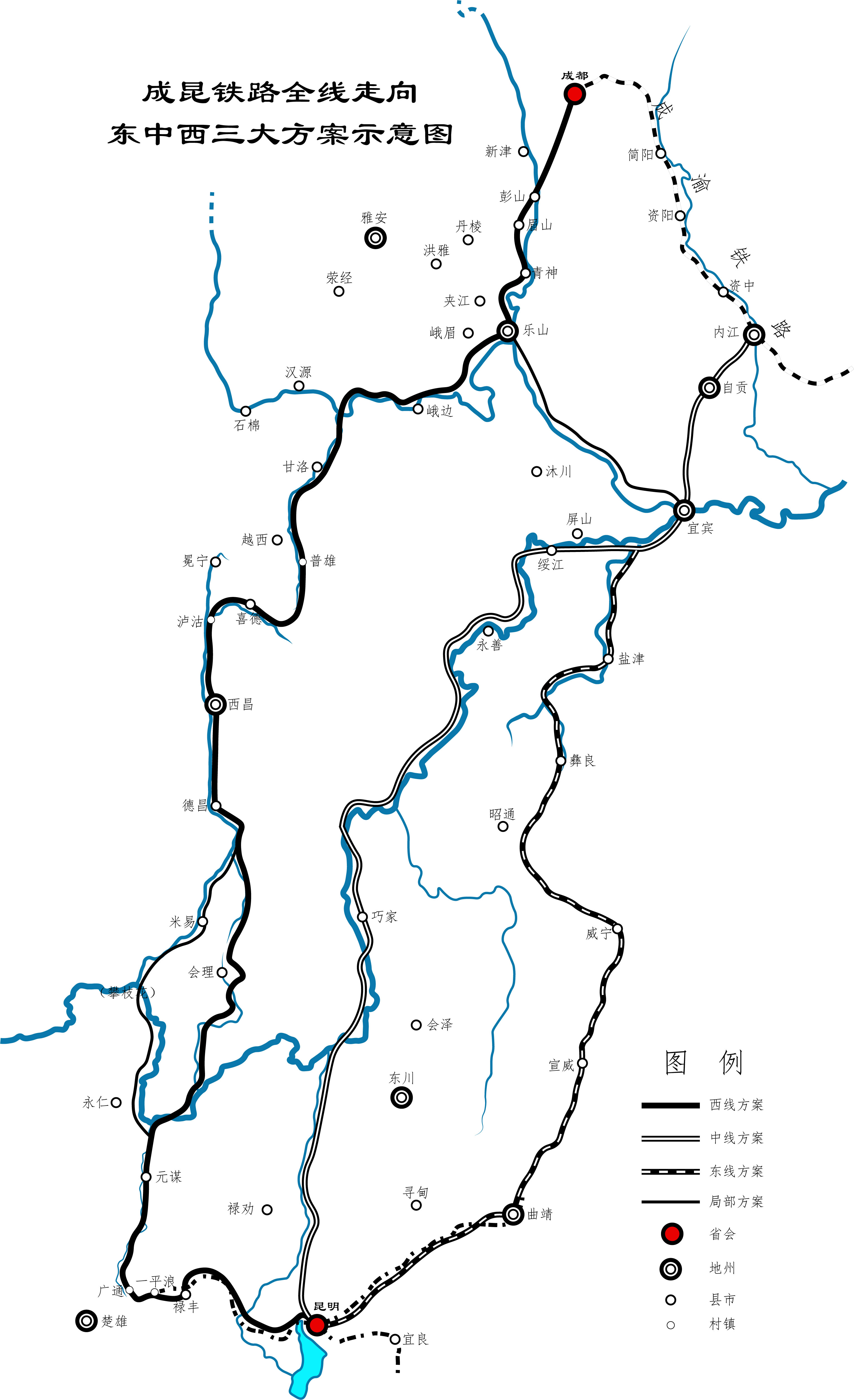
成昆铁路全线走向东中西三大方案示意图

草测工作于1953年4月结束。经过方案研究和草测，西南设计分局提出了东线、中线、西线三个全线线路走向方案。三个方案的经由如下：
- 东线方案：从成都起，与成渝铁路成都至内江段共线，自内江与成渝铁路分线，向南偏西经自贡、宜宾、安边进入云南省境内，沿关河经盐津、大关、彝良、昭通，进入贵州省境内威宁县，复入云南省宣威、沾益、曲靖折向西，经马龙、寻甸、嵩明到达昆明市。东线方案线路全长1112公里。
- 中线方案：从成都起，与成渝铁路成都至内江段共线，自内江与成渝铁路分线，向南偏西经自贡、宜宾折向西，经屏山，跨越金沙江进入云南省绥江、永善、大关、巧家、会泽、东川、嵩明，由北侧到达昆明。中线方案线路全长1033公里。
- 西线方案：从成都起，经眉山、乐山、峨边、甘洛、喜德、西昌、德昌、会理、广通至昆明。西线方案线路全长1167公里。

### 方案选定
当时中华人民共和国正在与苏联合作，原则上一切学习苏联。西南设计分局勘测完成后，向苏联援华专家介绍了成昆铁路的三个方案，并依次做了说明。但就各方案的优劣，双方进行了一场争论。由于途经预定建设的水城煤矿，工程短，起初中线方案的呼声很高。不过中方工程师也指出：中线方案的确长度最短，而且金沙江沿岸的坡度不大，但是金沙江沿岸地质条件差、沿岸人烟稀少；西线方案经过少数民族地区，且利于西昌一带的矿产开发，因而西线方案也值得纳入考量。苏联专家认为，西线方案沿线地质过于复杂险恶，不应考虑，因而坚持中线方案。他们严厉斥责中方工程师在线路选线时，忽视技术标准和营运条件，却在考虑领导人才会关注的政治经济意义。部分中国工程师对苏联工程师的表态并不服气，因为苏联工程师没有见过西线方案那样的高山，也没有山区铁路的建设经验，因而看到西线经过高山便说不能修，难以服众；而且这种为了技术标准抛开经济价值的选线观念也并非合适。但因为苏联专家固执己见加上一切学习苏联的观念，这些不服气的工程师并未当场表态。1953年8月，西南设计分局对讨论后所推荐的中线方案展开勘测（初测）。
1954年9月，西南设计分局依据苏联标准，完成了对成昆铁路中线方案初步设计。1955年铁道部鉴定时，因金沙江沿岸地质情况不佳，建设费预算相较之前也有所增多，铁道部便放弃中线方案，只着眼于东西两个方案。1956年初，考虑到开发峨眉、攀枝花、永仁的煤矿资源与沿线大渡河、雅砻江等河流的水利资源，铁道部决定采用西线方案。自1956年6月起，铁道部第二设计院以西昌为界将西线方案一分为二进行了补充草测，并在1957年将西线方案的设计意见书编制完成。设计意见书除初步确定了线路走向外，对限制坡度、牵引种类、到发线有效长度、机车交路这些技术标准也做出了前期决定。
方案送至国务院报请鉴定评估后，时任国务院总理周恩来带人反复研究，一时间铁道部及中央领导方面都无法做出选择。最终中央认为了西线方案在沿线矿藏开发、经济据点发展、少数民族支援等方面有优势，另外也合乎攀枝花钢铁基地的建设需要。最终在1957年国庆节前的审定中，中央正式决定放弃中线方案，并确定了以西线方案作为成昆铁路走向的计划。
余下的东线方案发展为内昆铁路，其中成都至内江属成渝铁路、沾益至昆明段属贵昆铁路（今沪昆铁路），在成昆铁路建设的同时，贵昆铁路建成通车、内昆铁路亦先行建成内江至宜宾区间，余下路段无铁路建设需求而暂时搁置。

### 勘测设计

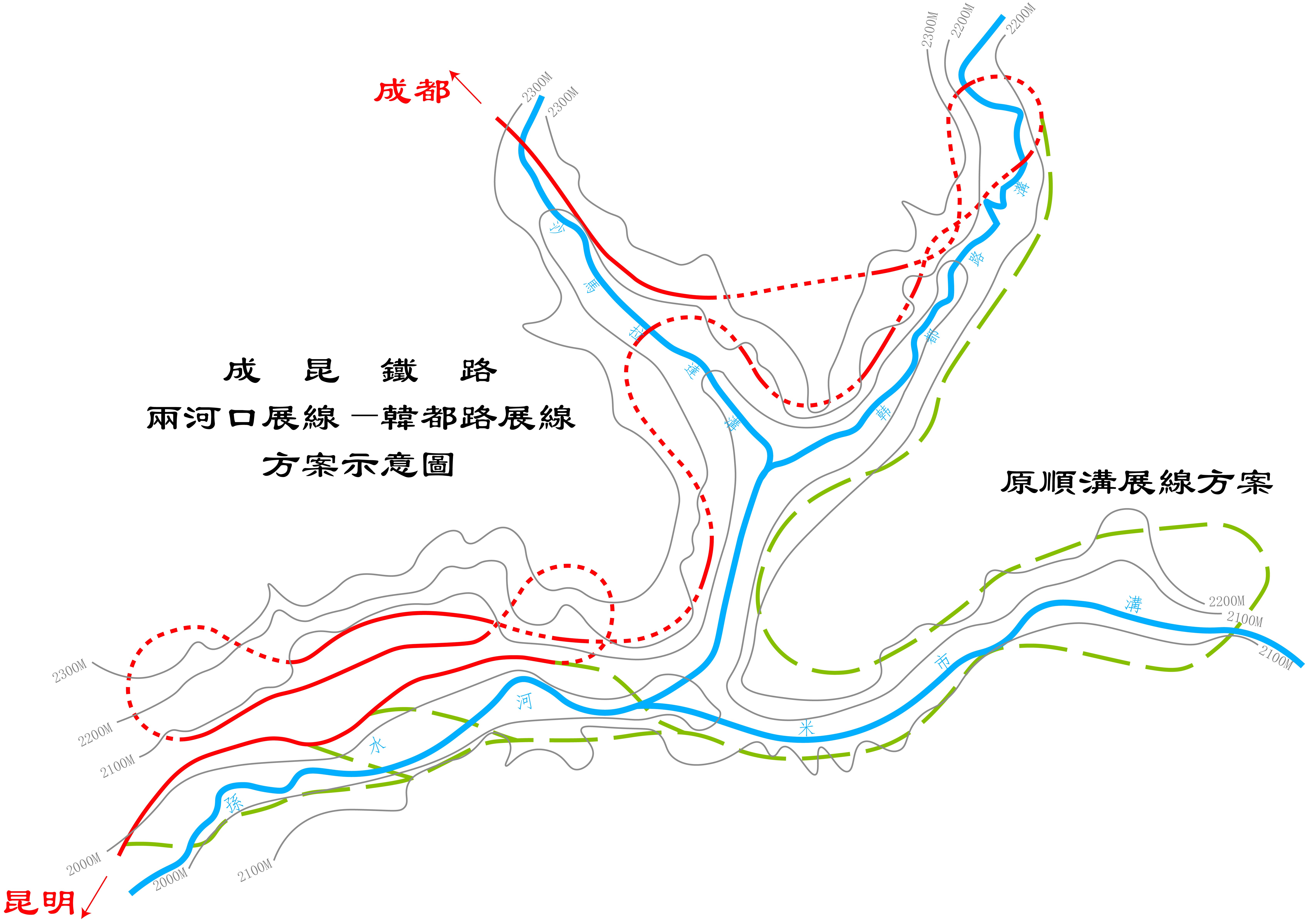
设计实例：两河口展线及韩都路展线的勘测设计。谷顶毗邻瓦吉木梁子的沙马拉达站至谷底两河口直线距离4千米，高差215米。在起初的线路勘测中皆采用沿米市沟及韩都路沟作顺沟展线的方案。但对地质条件作勘察后，发现该方案无法克服潜在的地质隐患，遂改为地形陡峭但地质稳定的孙水河及韩都路沟右岸方案。

勘测设计工作以1964年为界大体上可分为两个阶段：
第一阶段是从1956年至1964年。这一阶段铁二院除了编纂出了1956年的设计意见书外，还有1958年的初步设计和1960年的复线施工设计，后两者相较于设计意见书，对限制坡度、牵引种类等技术标准做了些调整，并确定了最小曲线半径与闭塞类型。部分区段先行进行了施工设计和重点工程施工，铁二院利用这些工程的施工经验，确定了一些需要较长工期隧道的施工方案，为第二阶段打下了基础。
第二阶段是从1964年至1970年。这一阶段被称为“西南铁路建设大会战”时期，此间铁二院编制出了1964年的施工设计，该设计又对先前的方案进行了调整，并最终确定了主要技术标准、重大方案、施工设计。与此同时全面开启施工建设，直至整条线路建设贯通。
自1956年草测至1970年7月通车为止，全线累计勘测长度达到11,000余公里，地质测绘14,824平方公里，比较筛选过大小方案300余个，地质钻探总计212,710米。其中自1958年7月北段部分线路开工建设后，勘测设计工作依靠定测、施工的相互配合，逐步逐段地确定了工程方案，从而选定了全线的具体走向。

### 前期施工

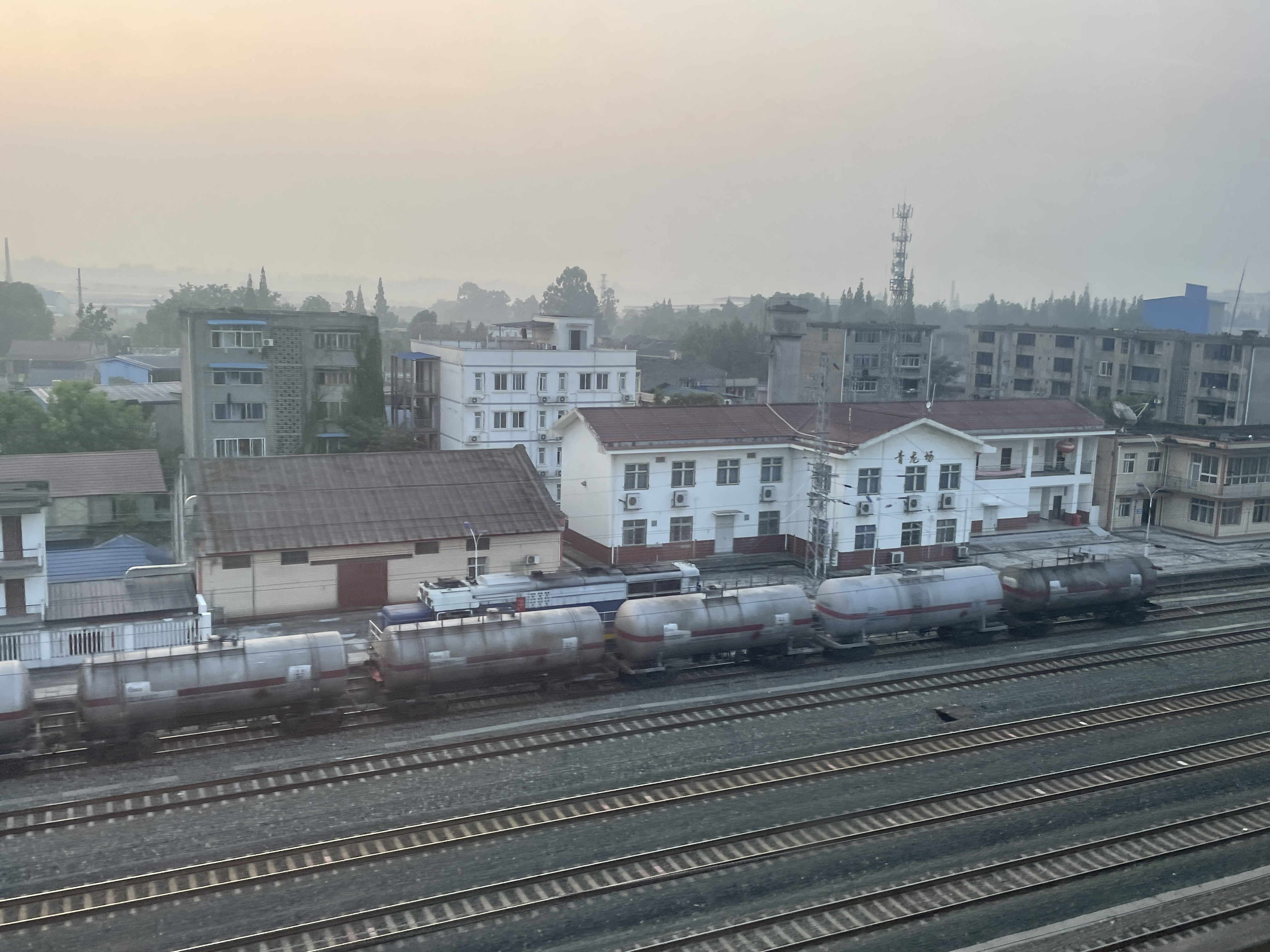
俯瞰青龙场站

北段部分线路在1958年7月上马开工，其中成都至峨眉区间全面开工建设，峨眉至沙马拉达区间进行施工准备，其中一些重点隧道工程先行开工。1959年4月后，成都至沙湾区间基本建设完毕，其余工程除沙湾站以南重点隧道尚维持施工外全部停工。1960年北段短暂复工，但只收尾了成都至青龙场间的工程后又一次停工。1961年5月，线路第三次开工，但截至1962年，除处理既有成都至峨眉段的线路病害及水害问题外全部停工。南段仅有碧鸡关隧道在1960年2月开工，不久又停工。五年之中，成昆线耗资1亿4千万元人民币，然仅有成都至青龙场区间的61.5千米区间通车运营。事后《人民日报》将工程中辍归咎于“刘少奇修正主义路线”。

### 三线建设
1964年5月，中央政府正式开启三线建设。当年中央领导人讨论第三个五年计划的设想时，除定立了攀枝花钢铁基地项目外，对配套工程成昆铁路的复工呼声愈高。5月28日的中央工作会议上，周恩来批评李富春的“三五”计划初步设想在运输方面考虑欠妥时，便以设想中未提及成昆铁路来举例论述。刘少奇亦在会上提及成昆铁路是三线建设的重点工程之一。
6月22日，周恩来与国家计委联合工作组举行会议，会上周恩来要求工作组需在8月底前完成对成昆铁路的一些重点工程及沿线乐山、攀枝花、西昌地区的考察。国家计委副主任程子华回京汇报时表示，成昆铁路、攀枝花钢铁基地、六盘水煤炭基地三大工程必须列入国家计划并同时建设。

当年7月15日，毛泽东就成昆铁路工程的谈话中提到，即便材料不够、其它项目搁置，也要集中修成昆铁路，甚至在必要时可以把内昆铁路的钢轨拆除用于成昆铁路上。8月毛泽东明确指示“成昆线要快修”，甚至对将要赴任大三线建设总指挥的彭德怀说：
|  | 铁路修不好，我睡不好觉。没有钱，把我的工资拿出来。没有铁轨，把沿海铁路拆下来。没有路，我骑着毛驴下西昌。一定要把成昆铁路打通！ |

此后在周恩来的部署下，全国各方面人员来到西南地区，开启了“西南铁路建设大会战”。

### 西南铁路建设大会战

#### 前期发展

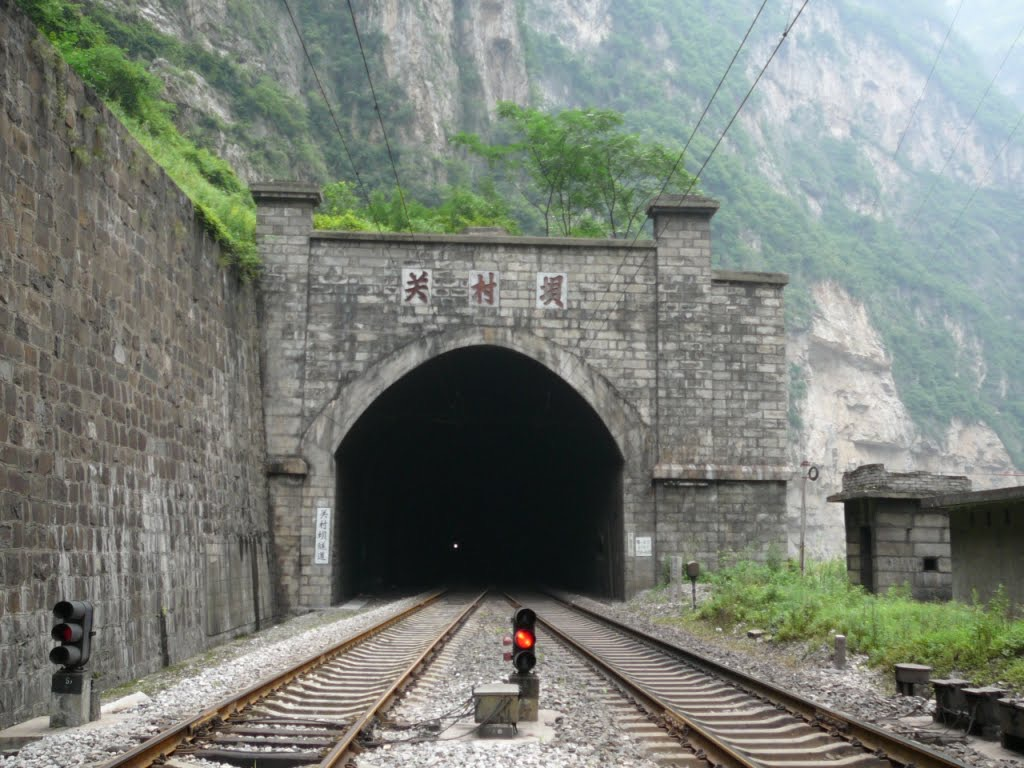
成昆铁路第二长隧关村坝隧道，1965年时曾达到月成洞百米的修建速度

1964年9月，中央成立西南铁路建设指挥部统一领导，下设的工地指挥部（以下简称“工指”）对工程进行组织与指挥。在当时，成昆铁路与重庆工业兵器基地、攀枝花钢铁基地一道，共同组成了四川“大三线建设”初期的三大重要项目——“两基一线”。同年10月底，工指拟定了以成昆铁路为中心的工程计划——“先取川黔、次取贵昆，然后会战成昆”，即各部门先行投入川黔、贵昆两线的工程，成昆一线先期开工重点工程，最后集中完成到成昆一线的工程。当年第四季度，成昆铁路的会战正式开始。铁道兵一、八、十师率先开进工地，投入到关村坝隧道、沙马拉达隧道、赵坪一号隧道、碧鸡关隧道等重点工程的建设当中。
起初工指计划按照南北并进的方法进行建设，其中以南进为主，该决定旨在先行完成北段与攀枝花工业基地接轨。至1965年2月，结合南段地质、贵昆铁路的建设情况、以及战备前哨的地理位置，工指对工程分工计划做出了调整，并决定南北工程齐头并进，争取其中任意一方先行到达金江（今攀枝花站），或同步在金江会师。5月工指第二次党委会上，工指结合川黔、贵昆两路及成昆铁路重点工程关村坝隧道的施工进展，认为在保持齐头并进的决议上应优先完成北段工程，并明确了1968年10月1日全线在金江接轨、次年上半年全线通车的设想。1965年11月，工指结合川黔铁路业已提前通车、贵昆铁路主体工程大部完工，年底成昆铁路也可以铺轨到沙湾的建设情况，决议按照1968年第三季度接轨的拟定计划布置次年工程：至1966年年底，南段需铺轨至一平浪、北段需铺轨至大渡河。
1965年年底至1966年年初期间，北段完成了青龙场至沙湾间的铺轨任务。与此同时，铁道兵第七师完成贵昆铁路的工程部分后，开赴成昆铁路一平浪至昆明段工地，同时派出一部分人马前去金江至黄瓜园段进行施工准备。
进入1966年，贵昆铁路工程也几乎告竣，原在川黔、贵昆两线施工的单位先后来到成昆铁路工地，一时间成昆铁路的工程得到了较快进展。4月20日，南段提前初期计划一年，开始自昆明西站铺轨；7月29日，北段提前初期计划半年，开始自沙湾铺轨。工指再次结合工程发展情况，在5月至8月间反复研究，最后决定：争取成昆铁路在1968年7月1日接轨。为达成这一目标，工指在既有的施工分工上做出了调整，诸如渡口支线改交铁道兵第五师负责施工、数个大桥的改交大桥工程局负责施工。当年年末，工指也对1967年的施工计划做出了具体安排。
至1966年年末，北段铺轨区间自沙湾延伸至甘洛，南段铺轨区间自昆明西站延伸至广通站。其中成都至沙湾段在当年7月1日开通运营。

#### 夺权运动影响阶段
1966年文化大革命开始后，工地上便已经陆续开展有一些批判刘少奇的集会。1967年初，在夺权运动的影响下，工指的领导权也被夺走。除铁道兵的五个师外的各施工单位也受到影响，诸如第二工程局自局开始往下各级机关先后发生夺权运动。夺权活动和随之而来的武斗频发，造成铁路职工外流、施工物资供应不到位的现象，施工效率亦有所下降，部分路段几乎或完全停工。
1967年5月1日，周恩来召见时任铁道兵政委崔田民，要求铁道兵在西南地区的铁路工地进行“支左”，即要求铁道兵全面接管工指，恢复成昆铁路工地的建设秩序。5月10日，国务院召开业务小组工作会议，国务院正式做出铁道兵接管工指的指示。25日，由崔田民牵头，铁道兵成立接管工作组前往工地实施接管。
7月，国家计委、监委依据5月10日的会议内容发布《关于西南铁路建设任务交接的几项规定》；8月18日国务院及中央军委发布《关于西南铁路工地指挥部由铁道兵司令部接管的决定》，该命令明确了工指领导的原铁道部各设计及施工单位全部由铁道兵接管，史称“8·18”命令；8月25日铁道部、铁道兵发布《做好西南铁路建设任务交接工作的通知》，再次强调了“8·18”命令的内容。但由于铁道部各单位遭到不同程度的夺权，“8·18”命令一开始并未得到很好的执行，成都军区为此成立工作组（即“8·18”工作组）驻扎于西昌的工指驻地。
虽然有关部门相继发布三道通知，但是由于当时的形势，交接任务并不顺利，接管工作组遭到了工指造反派的冲击；“8·18”工作组到来后，其与造反派群众间的关系也逐步恶化。至1967年底，“8·18”工作组和铁道兵接管工作组全部撤出工指驻地。崔田民回京后也遭到了批斗。在此期间，铁道兵因受接管工作组的影响与鼓舞，在诸如江头村隧道、银丝岩隧道、摸鱼鲊隧道等工程方面取得了一些成就。但不久后便受武斗影响，物资与电力供应不足，陷入无法正常施工的窘况。
1968年12月，周恩来召见铁道兵与铁二局的人员，询问成昆铁路的通车时间。铁二局、铁道兵的有关负责人就当前的工程进展问题等做出了说明。当晚周恩来指派铁道兵参谋长何辉燕负责西南铁路修建任务，即“一手抓成昆线，一手抓襄渝线”。1969年初，铁道兵成立何辉燕牵头的5人领导小组，同年3月中央军委同意铁道兵在成都建立专门的指挥机构——铁道兵西南指挥部，代号总字520部队，由何辉燕任司令员。5月12日，国务院宣布裁撤工指，成昆、襄渝两线的建设任务全部交由铁道兵西南指挥部负责。当年夏秋，中央也决定遣支左部队进驻西昌的重点单位，至此西昌地区的武斗全面停止。
1969年10月，成都军区及铁道兵接到中央及毛泽东批示，命令铁道兵第五师派遣部队接管第二工程局。10月22日，第五师在第二工程局成立军事管理委员会——铁二局军管会。当年年末，成都军区政委张国华写成《关于解决四川当前若干问题的报告（中发〔69〕88号）》报送中央，12月25日，毛泽东阅读完该报告后批阅“照办”，随即中央在同日作出批示（中发〔69〕87号），史称“一二·二五批示”。当晚，周恩来在毛泽东思想学习班四川班的“三结合”结业会议上，宣布了“一二·二五批示”，由此开始解决四川的一系列社会问题。
12月29日晚，周恩来与铁道兵等多部门领导召开主题为研究第四个五年计划期间铁路建设事宜的会议。会上周恩来邀请何辉燕及第五师师长顾秀汇报成昆铁路的工程进展，周恩来听完报告后指出在国内外的形势下，很多三线工程项目都需要依靠成昆铁路修通。同时要求：
|  | 成昆铁路不通，一切都是空话。修成昆铁路统一归铁道兵管，由何辉燕指挥，过去不统一，现在已经统一，要求1970年7月1日前通车。 |

何辉燕与顾秀听到“七一通车”的要求后，起初表示并没有把握能完成任务，并邀请铁道兵司令员刘贤权参加会议。刘贤权来到会场后，又经讨论，周恩来遂下达铁道部等有关部门需保障剩余工程的建设物资需求的要求，并强调应当把成昆线放在第一位。最后多方确立了“成昆线务必于1970年7月1日全线通车”的决定。次日召开的铁道兵党委会议上，刘贤权、何辉燕等传达了中央有关成昆铁路“七一通车”的要求，会后铁道兵各单位又逐层向下传达，直至各师驻地，由此开启了成昆铁路的建设“决战”。
自1967年初至1969年底3年间，全线各工段的累计工程完成量仅相当于1966年一年的完成量，而且部分地段的工程质量不佳，施工的机械及材料也遭受不同程度的损伤与浪费。此间铁道兵负责的工段也陆续完工，1969年内，第七师、第八师、第一师分别在5月、第四季度、下半年完成成昆铁路负责工段后开赴襄渝铁路工地。

#### 恢复建设及开通运营

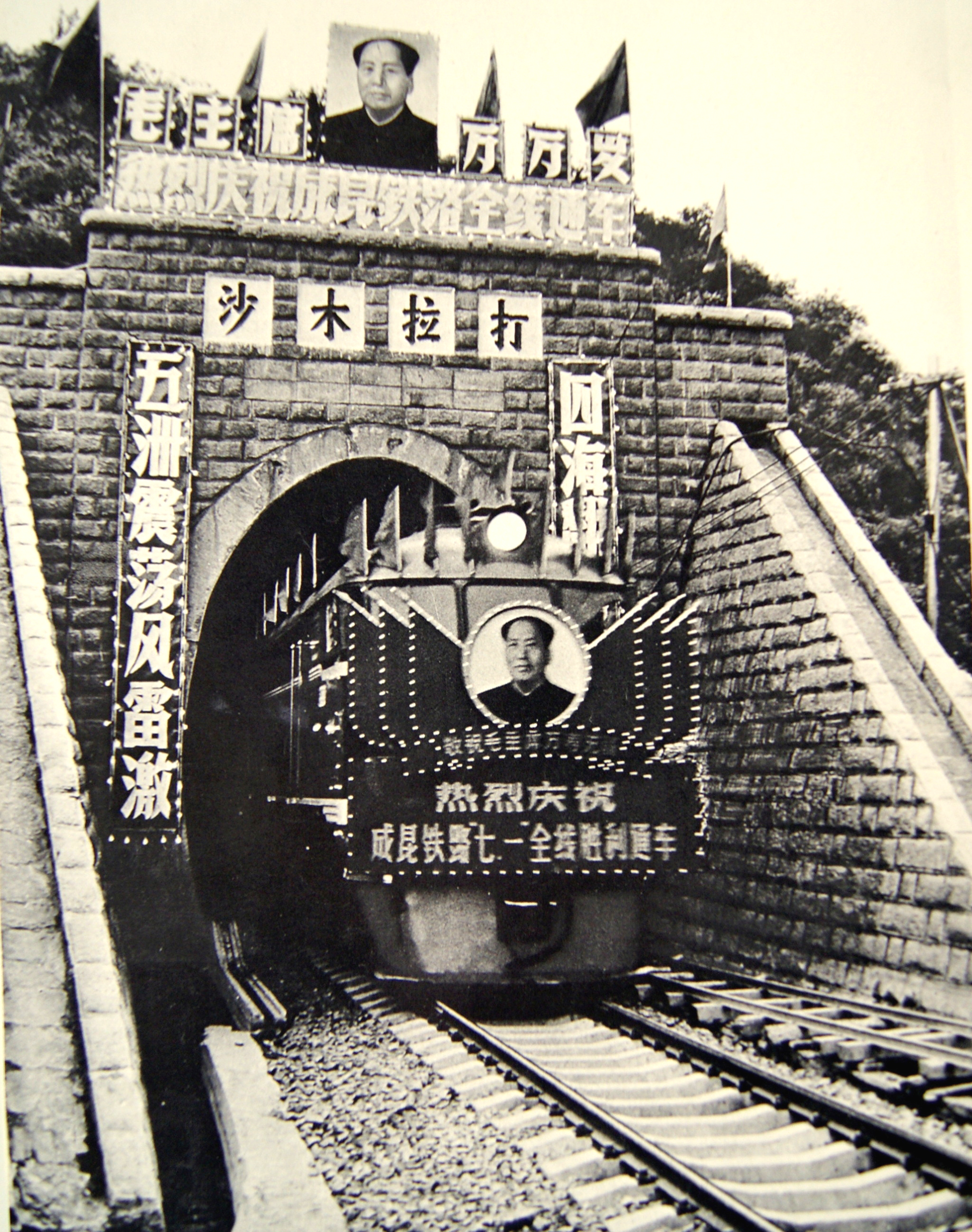
通车前夕彩车通过沙马拉达隧道

自中央“1970年7月1日全线通车”的号召发出后，外流的筑路力量逐渐回到工地。当时全线工段的问题以第二工程局负责的甘洛—礼州区间为最：剩余工程集中在这一区间，且有的工程由于停工过久，设施出现了一些病害。最后指挥部将部分原由第二工程局负责的区间改交由第五师、第十师协助完成。
历经半年的抢修，终在1970年7月1日前成昆铁路南北两段在礼州站实现接轨。7月1日以西昌的西昌站为主会场，成都、昆明各设分会场，由中共西昌地委与铁道兵第十师牵头举行成昆铁路通车典礼。主会场典礼由西昌地委主持，中央政府及云南省派代表团与会。中央代表团团长吴法宪宣读了中共中央的贺电。之后两列在典礼前分别由成都及昆明始发的彩车先后到达会场，与会领导来到接轨处剪彩，剪彩后两列彩车继续往昆明、成都方向运行。由此标志着成昆铁路全线建成通车。
接轨通车后，各单位对全线进行了半年的收尾工作。此后国务院成昆铁路验收工作组在云南、四川两省分别组建南北两段验收工作组，工作组认定符合验收标准后决定：自1971年1月1日起，成昆铁路全线正式投入运营。以金江站（今攀枝花站）为界，北段含金江站区间交成都铁路局运营、南段交昆明铁路局运营。

### 建设分工
| 施工区间           | 施工区间           | 实际施工单位         | 里程 (km) |
| 起                 | 迄                 | 实际施工单位         | 里程 (km) |
| ------------------ | ------------------ | -------------------- | --------- |
| 成都               | 吴场               | 铁道部第二工程局     | 115.00    |
| 吴场               | 金口河             | 铁道兵第十师         | 134.23    |
| 金口河             | 礼州               | 铁道部第二工程局     | 282.58    |
| 礼州               | 米易               | 铁道兵第十师         | 150.30    |
| 米易               | 金沙江大桥左岸桥头 | 铁道兵第五师         | 56.74     |
| 金沙江大桥         | 金沙江大桥         | 铁道部大桥工程局     | 0.53      |
| 金沙江大桥右岸桥头 | 迤资               | 铁道部第四工程局三处 | 19.04     |
| 迤资               | 新江               | 铁道兵第七师         | 34.79     |
| 新江               | 黄瓜园             | 铁道兵第一师         | 42.96     |
| 黄瓜园             | 一平浪             | 铁道兵第八师         | 126.26    |
| 一平浪             | 昆明西             | 铁道兵第七师         | 121.90    |

### 电气化改造
随着成昆铁路运能需求加大，既有线路设施已不能满足需求。1986年12月，铁道部第二勘测设计院根据铁道部计划编制完成《成昆线技术改造可行性研究报告》，1987年开始进行初测工作，同年因计划调整中断。1989年9月，铁道部主持审查该研究报告，并于10月向国家计划委员会上报《关于成昆铁路电气化项目建议书的报告》。铁二院根据铁道部的项目建议书报告，安排7个勘测队开始全线勘测：1990年6月，完成成昆铁路电气化外业勘测工作：包括成昆铁路干线、成都和昆明枢纽和渡口支线的初测、勘探工作。3月至10月，完成成昆铁路电气化完成初步设计。
成昆铁路电气化工程包括站前技术改造、站后电气化和重点病害整治三个部分。1992年12月至1993年9月，完成双流至攀枝花段定测、站前施工设计和站后技术设计，1994年5月完成全线定测工作。1994年4月至1995年2月铁二院完成攀枝花至温泉段站后技术设计，1997年9月完成全线站前施工设计。1998年完成全线站后施工设计。
站前技术改造包括新建车站六个，将部分中间站延长到发线并增设第三道、扩建西昌南站站场，重建部分车站旅客站房。增建第三道的重点工程包括轸溪三线大桥、关村坝第三线隧道、尼日三线大桥、花棚子三线大桥、密马龙二号隧道等，1993年开通花龙门、回龙庵站，1995年新开通师庄站和小月旧站；而眉山、乐山（现夹江站）、峨眉、西昌、西昌南站在站前技术改造中重建旅客站房。
四川境内成昆铁路电气化自1994年12月26日开工，双流至燕岗、普雄至西昌南、西昌南至攀枝花、燕岗至普雄段电气化铁路，分别于1998年12月22日、1999年9月25日、12月26日、12月29日相继开通运营。1999年12月30日, 四川省政府、成都铁路局在成都站举行四川境内成昆铁路电气化铁路通车典礼。云南段电气化工程则于1998年6月1日开工，由昆明铁路局负责建设。2000年9月30日，云南境内成昆铁路电气化工程投入运营，成昆铁路全线实现电气化。此后2001年5月21日开通了昆明至昆明西二线。
除此之外，铁路部门还对成昆铁路重点病害进行整治。四川段重点病害整治工程2002年开工，2004年完工。主要工程包括换底6座隧道（包括沙马拉达隧道）、新建12座棚洞（包括尼日三线棚洞、老昌沟一线天石拱桥棚洞与白熊沟中桥棚洞）、整治10条泥石流沟、铺设土工布11.6万平方米、架设柔性防护网4249平方米。

## 成昆铁路复线

### 工程建设

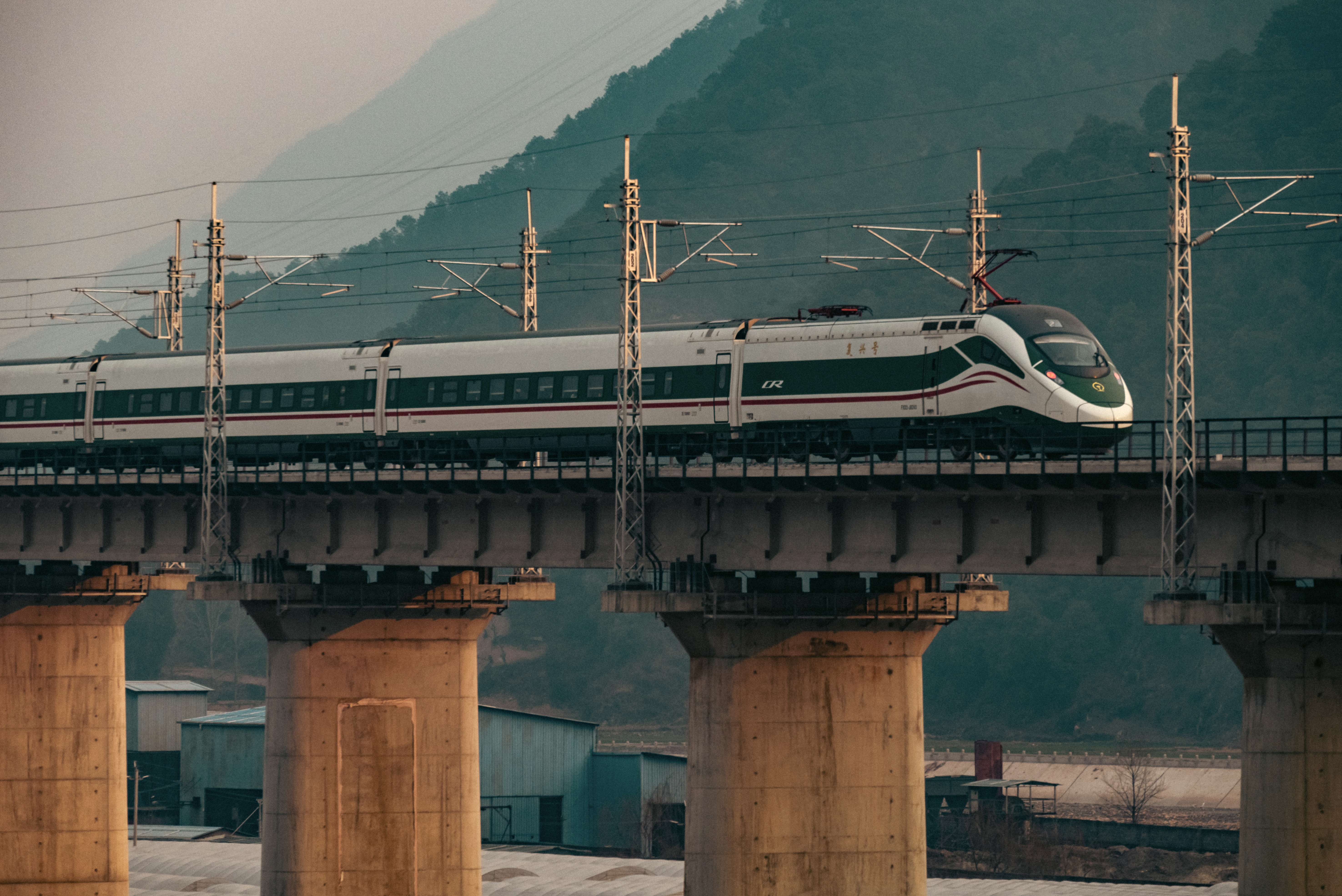
运行在峨广铁路冕山特大桥的CR200J3型动车组

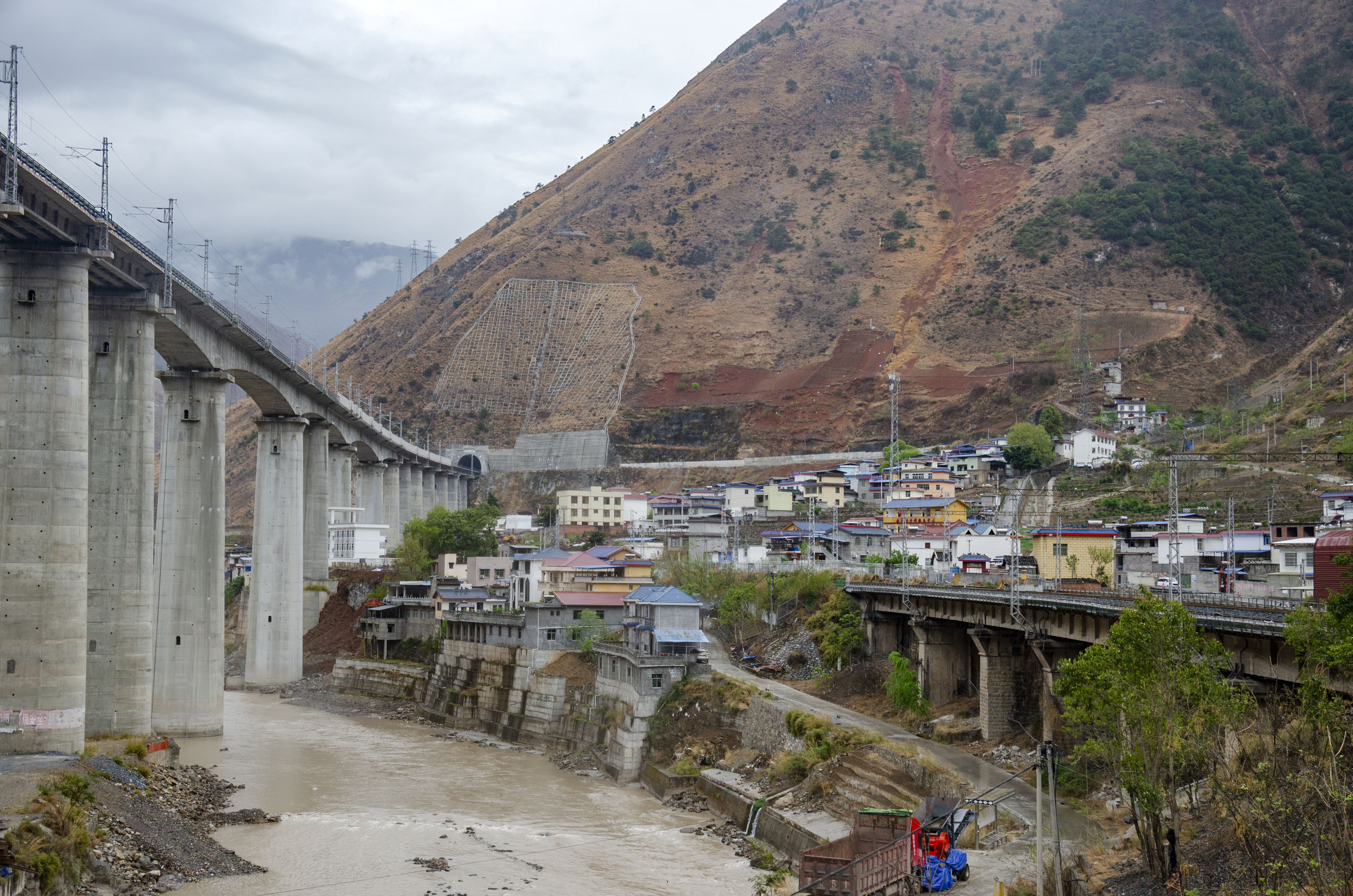
埃岱站附近峨广铁路峨米段（左）与成昆铁路（右）在牛日河山谷中露天并行

随着成昆铁路沿线经济产业的发展，仍旧以单线双向模式运营的成昆铁路已经处于超负荷运行状态。为使线路满足沿线运输的需要，铁路部门便决定分段建设复线，走向与老线基本保持一致，但在部分区段采用裁弯取直的方式以缩短线路长度。全线分为成都至峨眉、峨眉至米易、米易至攀枝花、永仁至广通、广通至昆明共计5个区段，分别进行扩能改造工程。
| 区间起讫 | 区间起讫 | 开工时间       | 开通运营时间   | 备注      |
| 起       | 至       | 开工时间       | 开通运营时间   | 备注      |
| -------- | -------- | -------------- | -------------- | --------- |
| 成都     | 峨眉     | 2013年12月25日 | 2017年12月21日 | [ 註 14 ] |
| 峨眉     | 米易     | 2016年4月26日  | 2022年12月26日 |           |
| 米易     | 攀枝花   | 2013年12月27日 | 2020年5月26日  |           |
| 攀枝花   | 永仁     |                | 2020年1月6日   |           |
| 永仁     | 广通     | 2013年12月     | 2019年10月9日  |           |
| 广通     | 昆明     | 2007年10月18日 | 2013年12月27日 |           |

随着扩能改造工程复线的逐段开通，既有成昆铁路的客运亦有变动。2014年4月1日，6161/2次在广通至温泉间不再经由成昆线后，自同年5月起成昆线广通至温泉间尚在办理客运业务的各站取消办理客运业务。随着成昆铁路复线米易至攀枝花段开通运营，2021年1月1日既有成昆铁路恢复运行旅客列车时，原本终到攀枝花站的T8869/8870次改为攀枝花南站始发终到，在攀枝花南至米易东间，列车不再行经成昆铁路老线，改经米易至攀枝花段复线、米易联络线运行。
峨广铁路在2022年底全线开通运营后，原在峨眉以南经由成昆铁路老线的T8869/70、T8865/66次列车停运。成都局集团虽2023年夏季后逢周末复开T8865/66次列车，但列车在峨眉以南改经峨广铁路运行。此后峨眉以南的既有成昆铁路便主要承担货运功能和短途客运功能。

#### 昆明至广通段复线工程
随着峨广铁路的开通，昆明局集团拟将成昆铁路昆明至广通段改造为复线铁路。具体线路工程内容由甸尾站至读书铺站间增建第二线工程及甸尾站至广通站间联络线工程组成。

### 命名更易
广昆区间扩能改造工程开通运营后，广通至温泉区间（广温段）新建复线依据《中国铁路总公司关于广昆线广温段等线开办旅客运输初期运营有关事项的通知（铁总运电〔2014〕14号）》定名为广昆铁路广温段，温泉以下仍编为成昆铁路。
2019年11月30日，国铁集团发布《国铁集团关于成昆线永仁至广通北段开办旅客运输初期运营有关事项的通知（铁客电〔2019〕90号）》、《国铁集团关于成昆线永仁至广通北段开办货物运输初期运营有关事项的通知（铁客电〔2019〕93号）》，将永仁至广通区间的扩能改造工程（永广铁路）定名“成昆铁路永广段”，同时将既有成昆铁路成都至峨眉区间定名“成昆铁路成峨段”，而既有成昆铁路峨眉至攀枝花段被重新命名为峨攀铁路、原攀枝花至昆明区段被重新命名为元昆铁路。
2020年5月26日，国铁集团发布《国铁集团关于成昆线米永段等线开办货物运输初期运营有关事项的通知（铁客电〔2020〕63号 ）》，将元昆线新江至红江段废止，之后该段线路被大坝蓄水淹没；原攀枝花至花棚子区间更名为攀花铁路且沿线迤资至花棚子三站则移交成都局集团管理。
2021年9月29日，国铁集团发布《国铁集团关于公布成昆铁路峨眉至米易段扩能工程有关名称的通知（铁运函〔2021〕434号 ）》，将成昆线成峨段、峨攀线峨眉至攀枝花段、攀花线、元昆线合并恢复命名为成昆铁路，其中成都至迤资段称“成昆铁路成攀段”，黄瓜园至昆明段称“成昆铁路元昆段”；成昆铁路扩能改造工程燕岗至广通北段新建复线铁路定名为峨广铁路。
| 铁运函 〔2021〕434号 | 铁客电 〔2020〕63号 | 铁客电 〔2019〕90/93号 | 区间                  | 区间                  | 铁客电 〔2019〕90/93号 | 铁客电 〔2020〕63号 | 铁运函 〔2021〕434号 |
| 铁运函 〔2021〕434号 | 铁客电 〔2020〕63号 | 铁客电 〔2019〕90/93号 | 复线                  | 老线                  | 铁客电 〔2019〕90/93号 | 铁客电 〔2020〕63号 | 铁运函 〔2021〕434号 |
| -------------------- | ------------------- | ---------------------- | --------------------- | --------------------- | ---------------------- | ------------------- | -------------------- |
| 成昆线               | 成昆线              | 成昆线                 | 成都—峨眉（新老共线） | 成都—峨眉（新老共线） | 成昆线                 | 成昆线              | 成昆线 成攀段        |
| 峨广线               | 成昆线              | 成昆线                 | 峨眉—攀枝花南         | 峨眉—攀枝花           | 峨攀线                 | 峨攀线              | 成昆线 成攀段        |
| 峨广线               | 成昆线              | 成昆线                 | 攀枝花南—元谋西       | 攀枝花—花棚子/迤资    | 元昆线                 | 攀花线              | 成昆线 成攀段        |
| 峨广线               | 成昆线              | 成昆线                 | 攀枝花南—元谋西       | 金沙江沿岸段          | 元昆线                 | （废止）            | （废止）             |
| 峨广线               | 成昆线              | 成昆线                 | 攀枝花南—元谋西       | 黄瓜园—元谋西         | 元昆线                 | 元昆线              | 成昆线 元昆段        |
| 峨广线               | 成昆线              | 成昆线                 | 元谋西—广通北         | 元谋西—昆明           | 元昆线                 | 元昆线              | 成昆线 元昆段        |
| 广昆线               | 广昆线              | 广昆线                 | 广通北—昆明           | 元谋西—昆明           | 元昆线                 | 元昆线              | 成昆线 元昆段        |

## 犧牲烈士
由于成昆铁路需要在高山峡谷遍布的艰苦环境中修建，因而一些铁道兵及铁路职工在建设时期于工地牺牲。关于牺牲的铁道兵及铁路职工人数，各种资料数目不一，迄今也没有权威的统计资料。
当时一位将军曾问彭德怀有关牺牲烈士的安葬去处，彭德怀对此指示：“就将烈士陵园修建在铁路边，让成昆铁路永远陪着他们。”至今，铁路沿线仍保留着烈士陵园，以纪念铁道兵及铁路职工，此外尚有一些未葬入陵园的烈士坟茔。由于年代久远、缺乏维护，有的墓园逐渐荒芜或被当地居民开荒铲平。另外，当地政府还对部分墓园进行维护搬迁。以上种种原因，烈士陵园数量至今没有确切的数字。但存在着“一公里一忠魂”的说法。

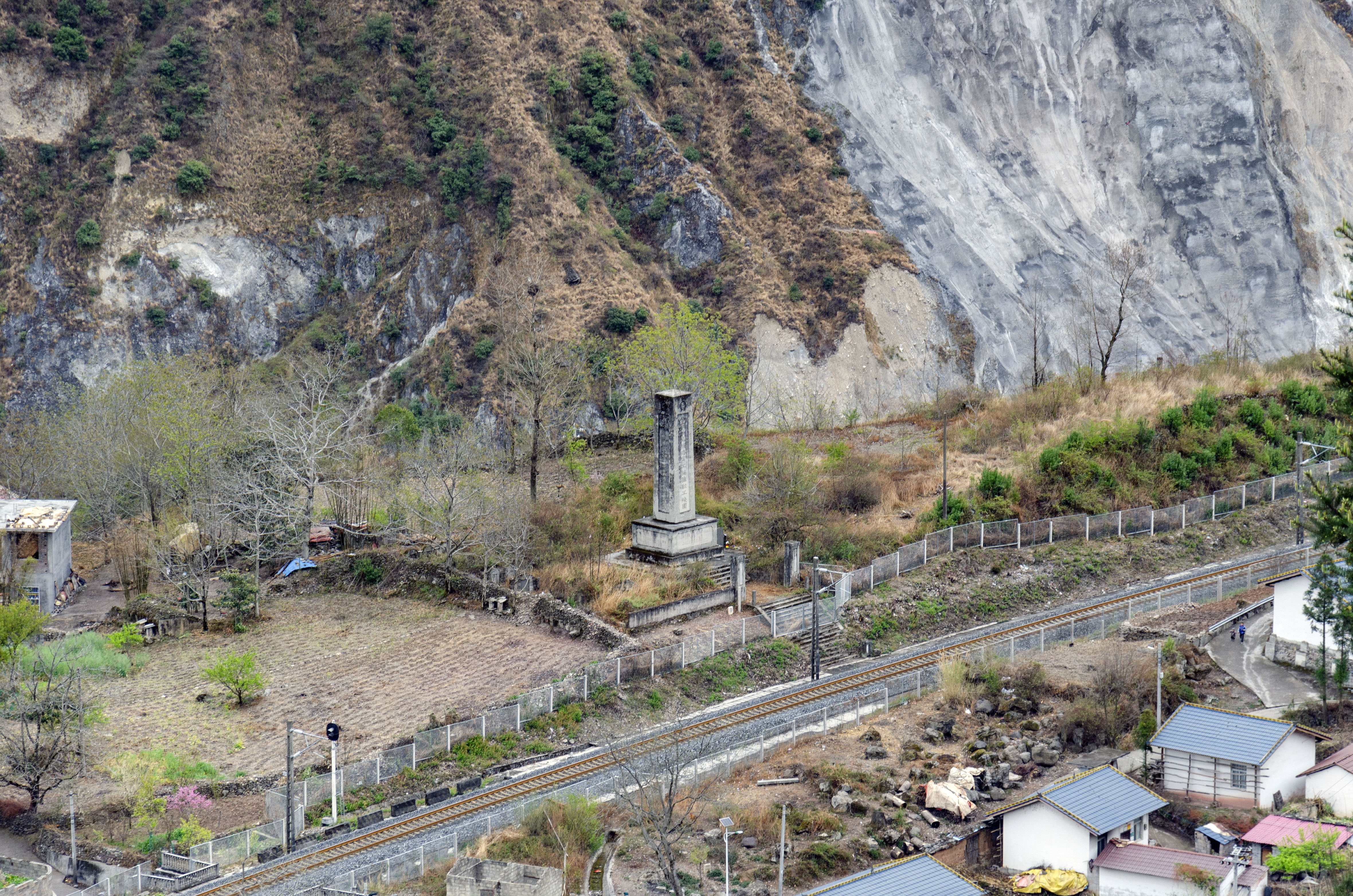
白石岩烈士陵园
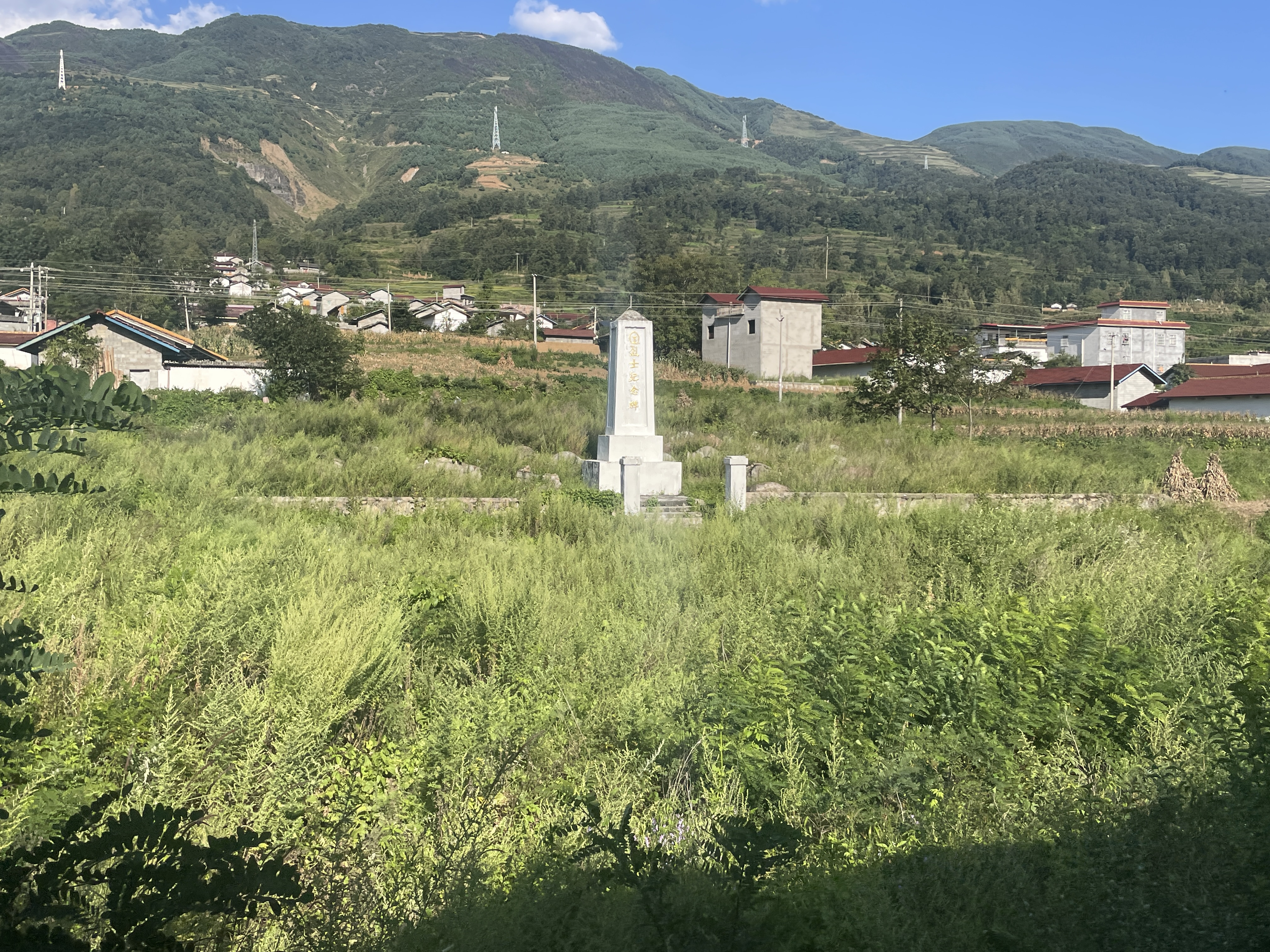
普雄烈士陵园
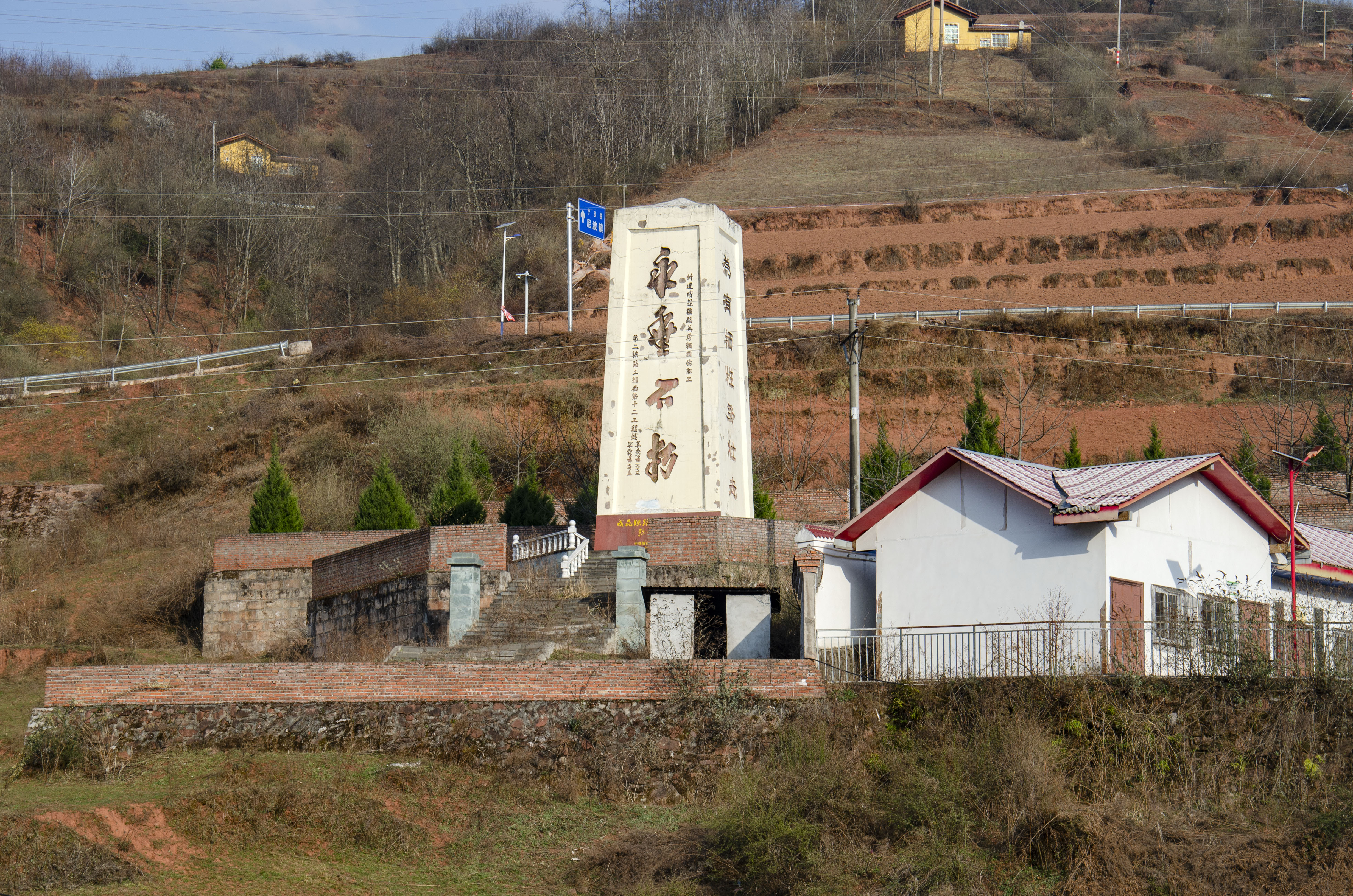
红峰烈士陵园
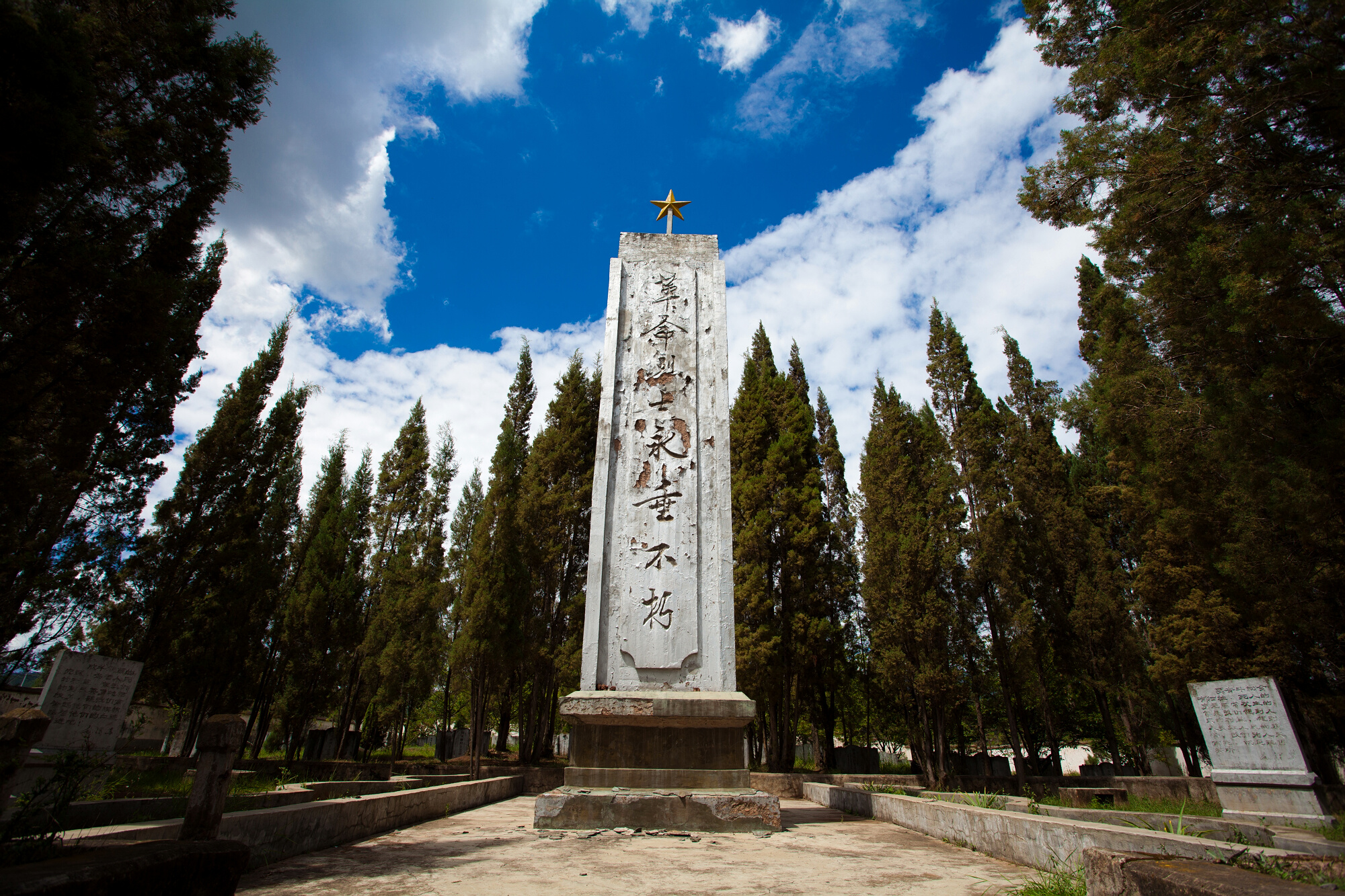
甸尾烈士陵园

### 熊汉俊烈士传言

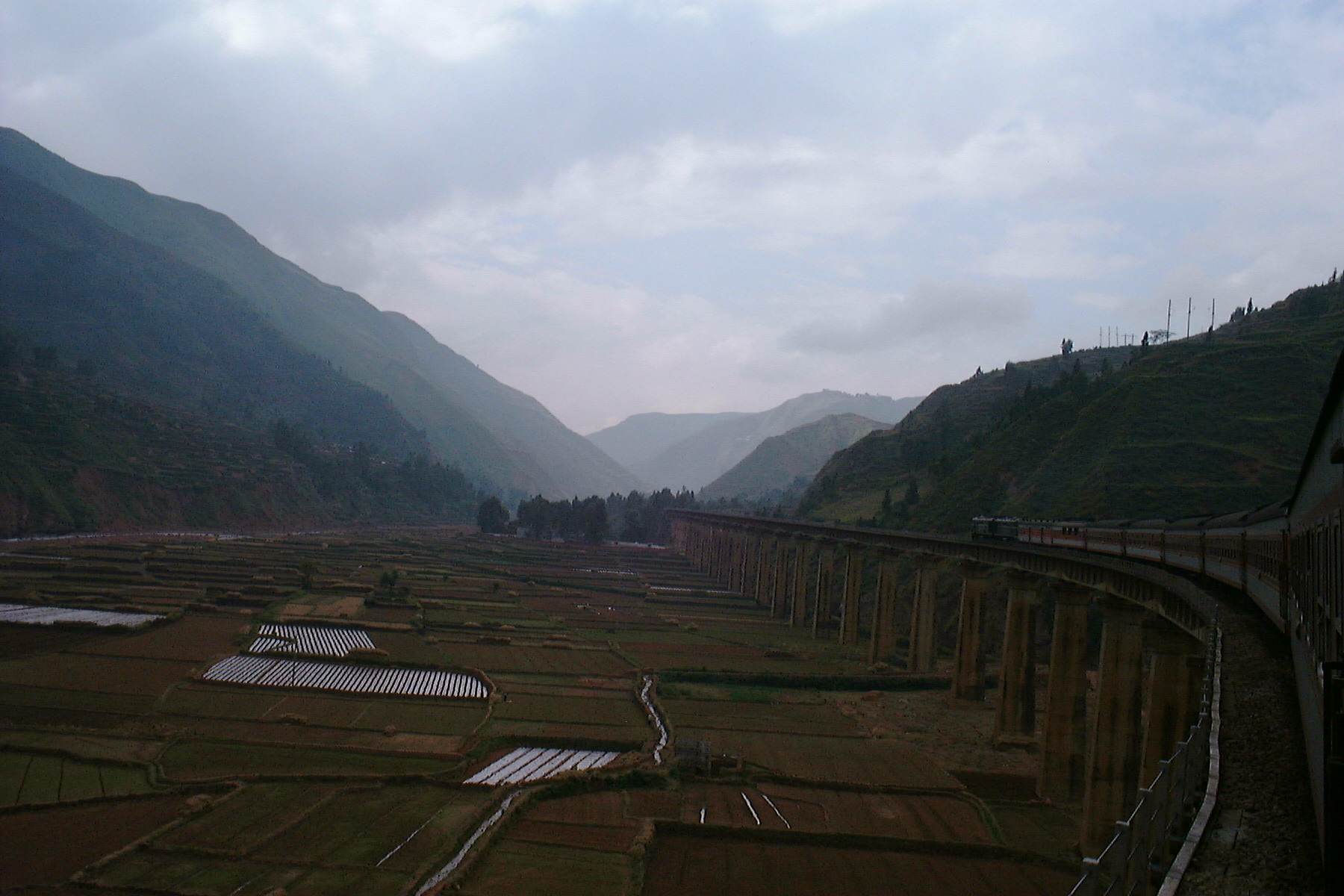
电化前的成昆线大田箐大桥（1999年摄）

2000年后互联网上一度有传言称，有一位名叫熊汉俊的铁道兵战士因疲劳过度，不慎跌入大田箐特大桥的桥墩柱心，最后上级为保证工程，忍痛将其永远浇筑在桥墩中。该说法经中国军网及《中国铁道建筑报》的报道后坐实了其可信度。此后该传言被反复转载，出现多种版本，并引申出其他传言。有人因此传闻，而在大田箐特大桥边立起“汉俊之桥”石碑。
但参与大田箐特大桥工程建设的前铁道兵许钧华认为该传言不属实。许钧华找到熊汉俊当时的战友及同事故中的伤者，经多方考证，最终确定熊汉俊实际上牺牲于黑井隧道的工程当中；也有相关志愿者发现熊汉俊实际葬于禄丰黑井铁道兵烈士陵园。许钧华认为如此流言传播会引起“为什么不救人”云云的质疑，从而影响铁道兵的声誉，因此坚持要求拆除石碑。该石碑终在2022年初被禄丰市退役军人事务局拆除封存。

## 影响与文化

### 公益慢火车
成昆铁路自开通以来便已运行各站停车的普客列车。目前成昆铁路峨眉至广通北段仅有每日一对的“小慢车”运营，分别为峨眉至普雄的5619/5620次列车、普雄至攀枝花南的5633/5634次列车、元谋西至昆明的7465/7466次列车。
峨眉—普雄—攀枝花南的5619/5620次、5633/5634次这两对列车最初为成都至渡口的普客列车，1978年延伸至格里坪，1989年2月以普雄为界拆分为两段，之后又因为客流原因，两对车次运行区间分别缩短至峨眉和攀枝花南。目前两对列车共用一套旅客列车车底。2023年初，国铁成都局对5619/5620、5633/5634两对列车的车底进行升级改造，将车底命名为“彝乡情”，还打造“学习车厢”、“大件行李车厢”等设施，便利沿线乘客通学、载货。元谋西—昆明7465/7466次列车前身为1971年开行的金江—昆明列车，曾用车次6161/6162次等，2020年因乌东德工程缩短至元谋西站。
3对普客列车中，5619/5620次、5633/5634次2对列车对凉山地区的少数民族，尤其是对彝族群众的影响颇深。这两对普客列车在1995—2018年间一直保持着2元的最低票价，低廉的票价使得慢火车成为了凉山彝族群众的“生命线”——上学放学、赶集买卖、走亲访友等外出活动都依靠慢火车进行。列车的旅客列车车厢还开辟了专门的位置供存放大件行李、砖瓦货物乃至家禽牲畜。

### 影响意义

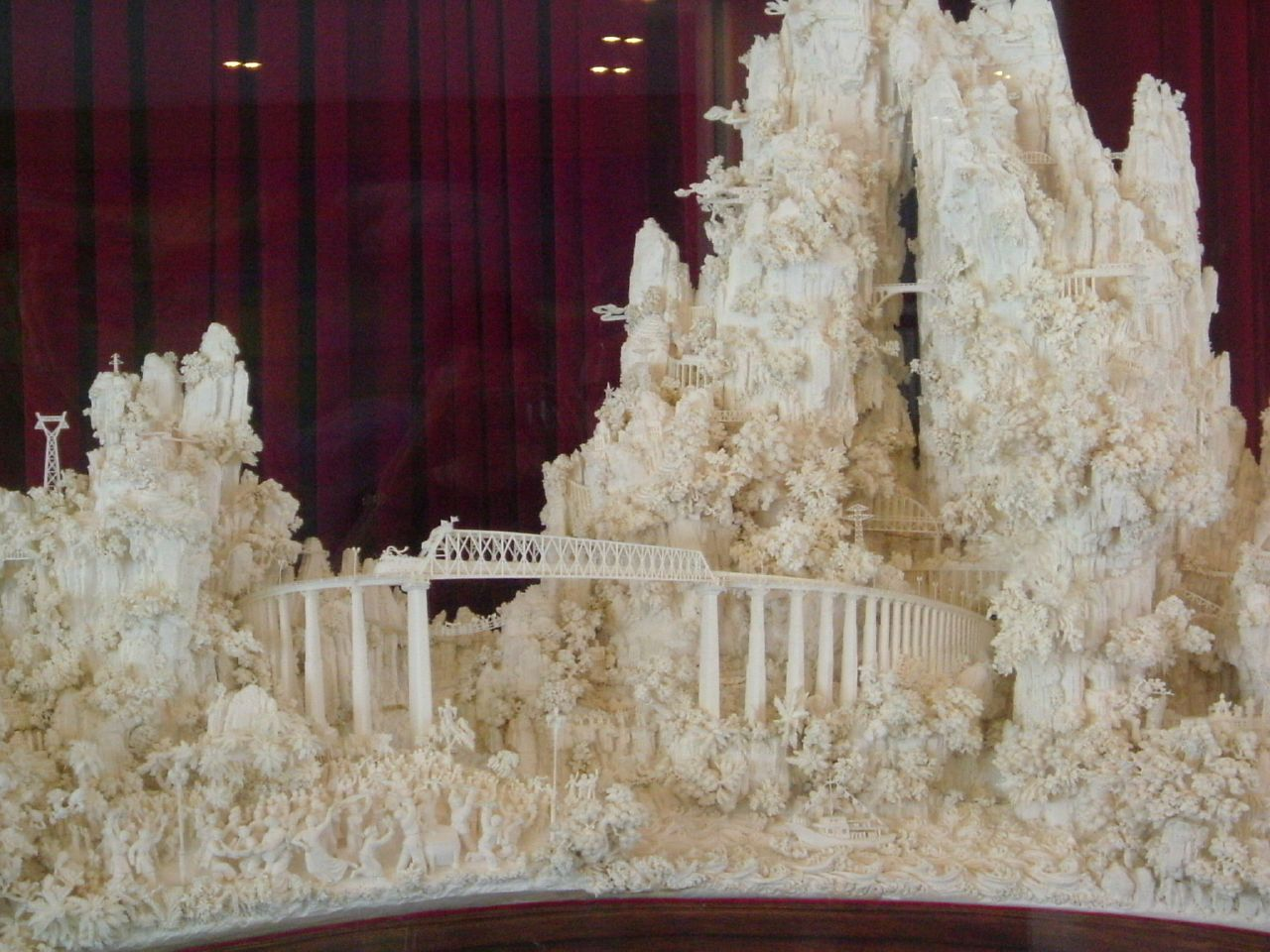
中国政府1974年赠予联合国的成昆铁路牙雕

成昆铁路沟通了四川、云南两省，所通过的地区涵盖七个地州市及其所辖的五十余县。线路所通过的川西平原、西昌周边、元谋至昆明一带具有发达的农业资源，沿线也有煤、铁、铜、铅、石棉等矿藏，所途经的河谷地带森林、水力资源丰富。它的建成，对于加强民族团结、促进资源开发与经济发展、发展国防建设等多个方面具有重要的作用与意义。
对于交通运输而言，成昆铁路建成后与数条交通干线相联络，成为中国铁路网中一条重要的干线，也是“兰昆通道”的组成部分。依靠成昆铁路，近有成渝、宝成、贵昆；远有黔桂、湘黔，西南地区人民向北可达陕西、甘肃，向东、南可达贵州、湖南、广西等省区，使得西南地区的交通与外界进一步便捷化。
对于经济文化而言，成昆铁路建成后能够开发沿线的各种自然资源，三线建设的背景下西南地区的各类工业、农业设施也能依靠成昆铁路得到迅速发展。沿线途经的西南地区也有不少的自然景致与厚重的历史文化，沿线有多处旅游资源依托成昆铁路得以发展，因此成昆铁路也成为了大众眼里的一条旅游“黄金线路”。
对于少数民族而言，成昆铁路经过多个少数民族的聚居地，铁路建成后能一改此前这些地区被高山大川阻隔的闭塞环境。除在文化层面上加强了各民族间的互动交流，也更易于引入内地其他地区乃至海外的多方面技术、人才同这些地区进行经济文化的交流，借此也可以改善这一地区的发展状况；另外铁路建成后能团结沿线各少数民族，由此进一步能够维持中国的统一和边疆的安定。

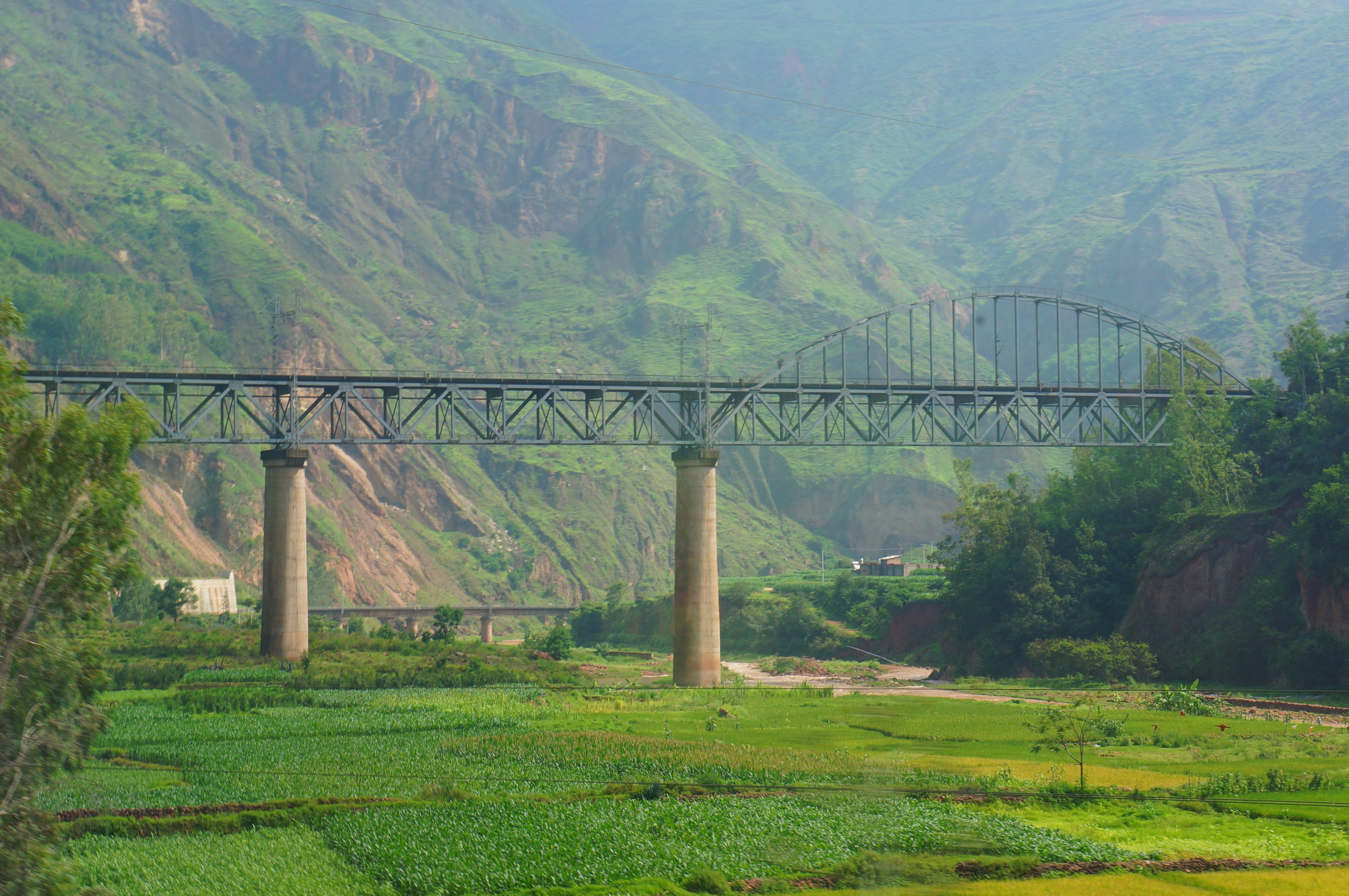
桐模甸2号龙川江大桥，主跨使用了112米系杆拱桥，接近当时世界同类型栓焊钢桥的最大跨度，全线还有泸沽安宁河大桥、拉旧大桥（现已拆除）、迎水河大桥使用了这种桥型。

对于工程技术而言，成昆铁路在建造过程中有50多项技术得到创造与推广，更有760多种设备得到了创造与革新。在桥梁方面，全线大量使用了栓焊钢桥的桥型，这种新技术条件下创造的桥型相较于此前的铆钉焊接钢桥而言，不仅节省钢材，而且修建起来也更为容易；另外也首次运用了中国自行研制的架桥机与铺轨机。在隧道方面，全线以关村坝、莲地隧道为首的多个重点长隧道依托“百米成洞”等运动快速施工并完工，保证了铁路如期通车；另外也首次实践了锚杆喷混凝土支护。桥梁、隧道等多方面的新技术在成昆铁路建造期间得到尝试与实践，不仅能代表当时中国的铁路建设已经达到先进水平，而且也为接下来新的铁路建设提供了参考经验。
1974年，一座以成昆铁路为主题的牙雕被中国政府作为礼物赠送给联合国，并与美国宇宙飞船带回的月岩、苏联第一颗人造卫星模型一道被联合国评为“象征人类征服大自然和进入宇宙空间的三件礼物”。1978年7月受铁道部邀请，以时任日本国有铁道总裁高木文雄为首的“国铁中国友好访问团”访问中国，访问团在北京考察4日后，于23日乘机飞抵昆明。此后访问团专程沿成昆线乘坐24小时的过夜列车前往成都，期间高木文雄还曾一度添乘机车驾驶室考察沿线。1985年，成昆铁路的修建技术获得国家科学技术进步特等奖。

### 成昆精神

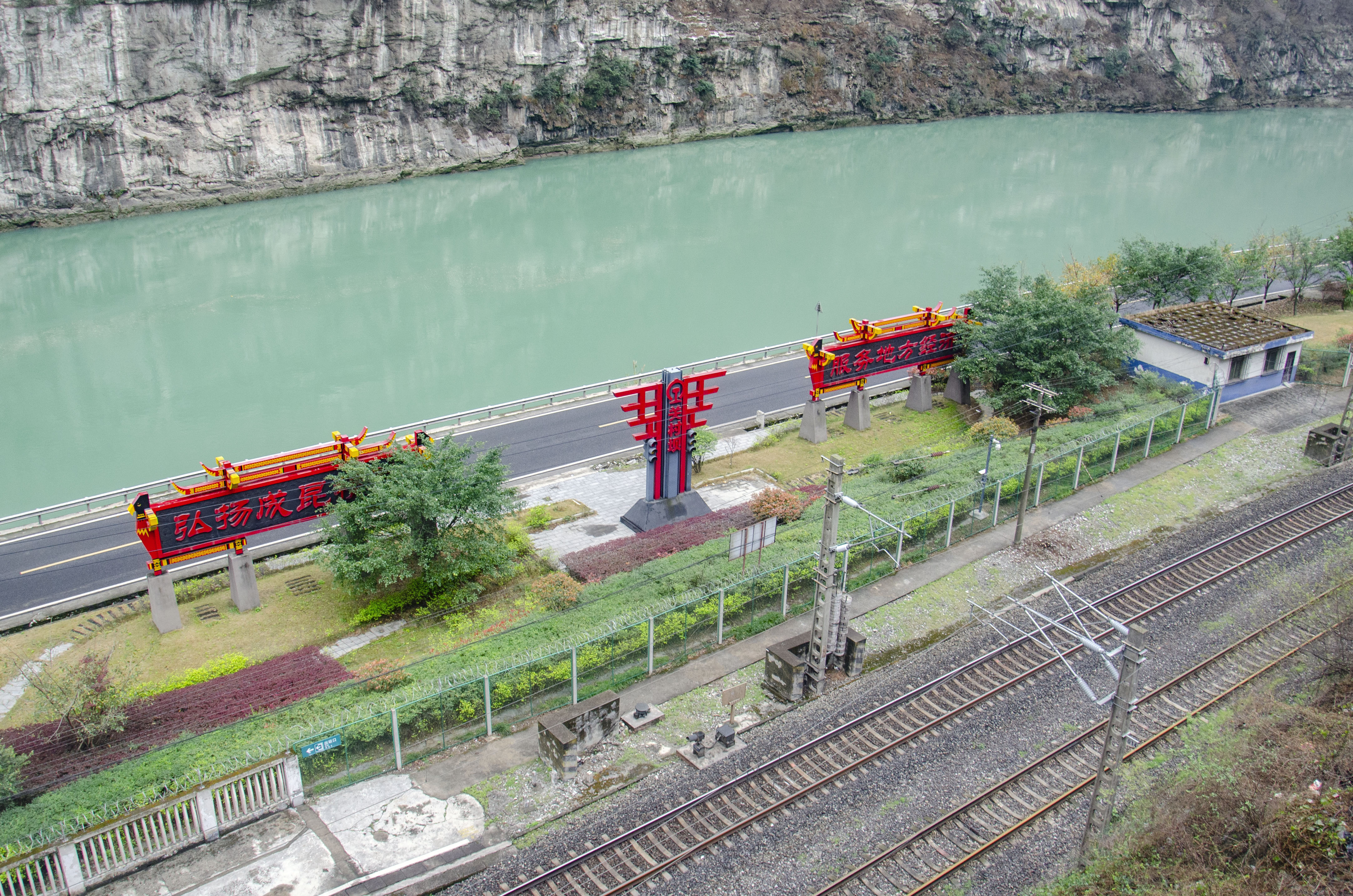
关村坝站旁的“弘扬成昆精神，服务地方经济”标语

自成昆铁路开始建设至今，共历经勘测、施工、养路三个环节，如此过程最终孕育了“成昆精神”。这一精神基于对工农红军长征精神的继承与弘扬，加以融合“听党指挥、服务人民、艰苦奋斗、志在四方”的铁道兵精神及修建川藏公路、青藏公路时所谓“一不怕苦、二不怕死、顽强拼搏、甘当路石、军民一家、民族团结”的“两路”精神而成。其中既有勘测施工时体现的家国情怀、拼搏精神，也有养路维护时体现的奉献精神。宣传、继承“成昆精神”，也能为完成成昆铁路扩能改造工程、川藏铁路工程提供精神层面上的动力。2020年12月14日，《人民日报》头版刊登长篇通讯《莽莽成昆出大山》，该文通过记叙建设铁路至今50年来三代人与成昆铁路的故事，诠释了成昆精神的内涵。

## 重大事故
成昆铁路全线共有四段容易发生泥石流的区段，包括安宁河河谷漫水湾—西昌段、金沙江河谷迤资—大湾子段、龙川江河谷段及牛日河河谷段。安宁河谷及龙川江河谷由于选线合理、当地水土治理措施到位等原因建成后未发生大型泥石流灾害。而牛日河河谷由于沟身短、沟床陡、沟坡不稳等因素造成主河流速较快。选线时牛日河的地质状况未被引起足够重视，在建成后该段（尼日—苏雄、凉红—埃岱区间）多次发生泥石流灾害。他国专家曾经作出“即使成昆铁路建成了，狂暴的大自然，也必将在10年内使它变成一堆废铁”的预言；美国中央情报局则在1971年10月发布的《图像分析服务说明》中，基于线路开通第一年间便已经侦测到的两处因山体滑坡而导致的线路修复迹象，作出“这条线路无疑将比普通线路需要更多维护工作”的判断。

### 人为事故
1971年4月28日，成昆铁路下普雄站、铁西站之间，由于4302次路用列车未接风管，制动失效，与9013次货物列车迎头相撞，造成重大事故。事故导致26人死亡、105人受伤，货车报废14辆，机车报废3台，中断行车80小时34分。
2006年4月24日，日木干等四人决定在沙马拉达站盗窃铁路物资，并约定马海瓦苦等人前去接应。日木干等四人在货物列车上实施盗窃时，部分掀盗棉布掉落后散开垫于铁轨，造成该趟列车十余节车厢脱轨，该区段中断行车16小时59分。该事件后被称作“‘4.25’重大破坏交通设施案”。

### 自然灾害

#### 1981年利子依达列车坠桥事故

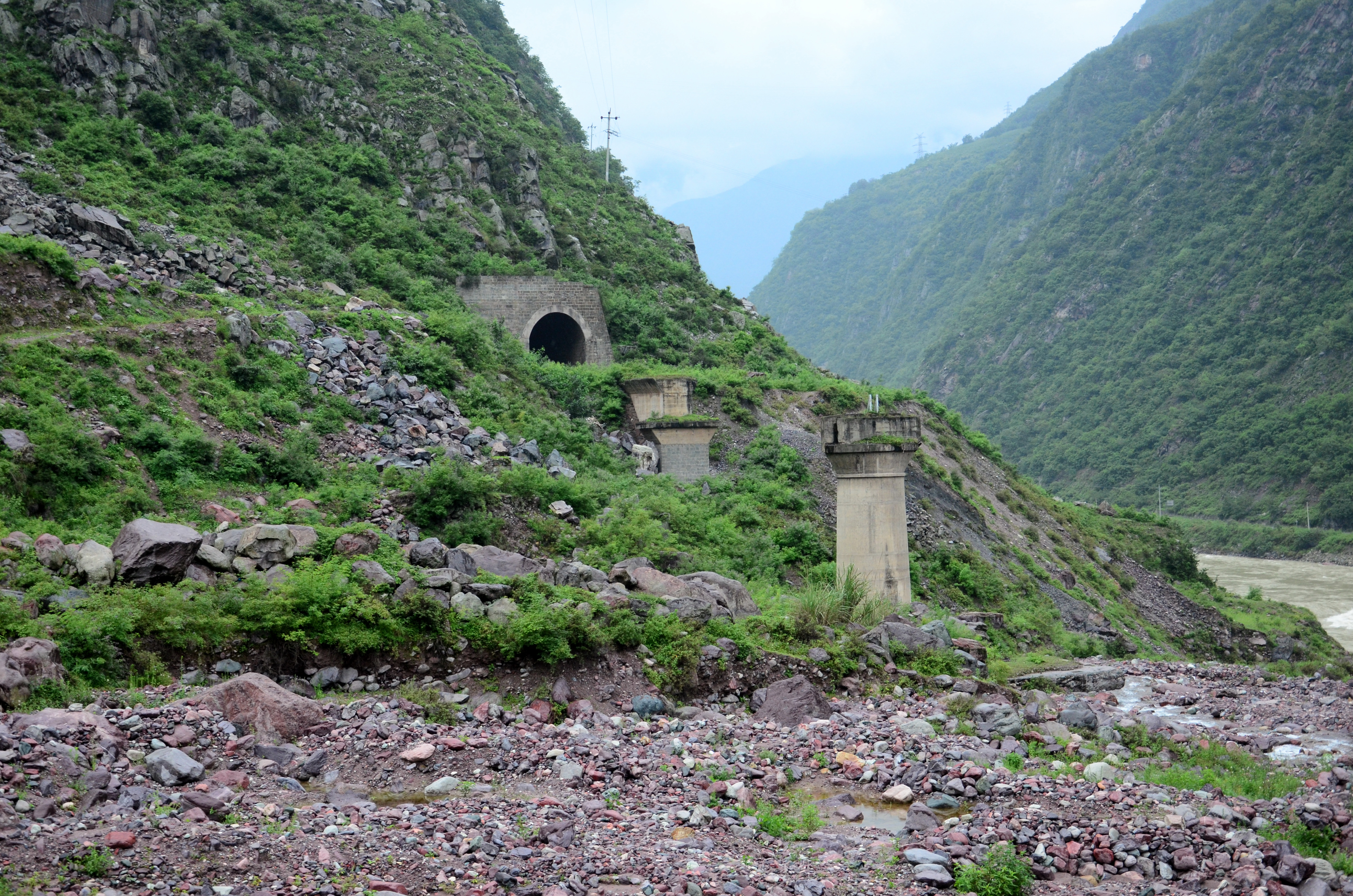
1981年成昆铁路列车坠桥事故遗址

1981年7月9日凌晨，大渡河支流利子依达沟的利子依达大桥被泥石流冲毁，其间442次直快旅客列车经过，两辆机车、一辆邮政车、一辆行李车及一辆客车坠入桥下，事件共造成240多人死亡或失踪，成昆铁路运营中断超过半个月。事发路段改线重建。

#### 2019年汛期甘洛段山体垮塌事故及抢险改线工程
2019年夏季，成昆铁路甘洛段发生有多次地质灾害。据四川省防汛抗旱指挥部统计，7月25日至8月15日，甘洛县新市坝镇岩润村测量站累计降雨量到达303毫米，而甘洛县多年平均降雨量不过880毫米，超过全年降雨量的三成。山体连续经历强降雨又经阳光曝晒后容易崩裂，发生塌方的概率较大。
7月29日，因连日暴雨，成昆铁路凉红至埃岱站间、甘洛至南尔岗站间发生泥石流灾害导致线路中断，经抢修于8月2日9时31分方才通行货物列车。但在数日后的8月4日9时40分左右，成昆铁路凉红至埃岱站间K310处右侧再度突发高位山体崩塌与泥石流水害，4000余立方米泥石倒灌入窄板沟1号隧道内，掩埋线路约1000米，泥浆最高深度近3.5米高，导致线路再次中断；历经数日连续抢修后，至8月10日再次恢复货物列车运行。8月14日12时44分，成昆铁路岩岱（埃岱）2号至3号隧道周围发生190多米高处山体坍塌，在成昆铁路埃岱2号隧道出口处正在清淤排障、清理线路的成都局西昌工电段职工杨铭、何耀等17名工作人员遇难。受灾路段于同年10月25日恢复货运列车通行，12月2日恢复日间管内旅客列车的运行。
事后抢修部门在受灾路段实施改线工程以绕避不良地质地段，由中铁十一局集团承建。工程全长2.44公里，包含新建岩岱隧道、新建拉古子小桥以及改建埃岱三线大桥三个项目，2019年9月7日开工，中途曾因2020年农历新年假期和新冠肺炎疫情影响而停工，2020年2月10日复工，3月9日贯通，4月26日通过竣工验收，4月27日22时正式投入使用，较进度计划提前2个月。
受当年汛期甘洛段屡次发生的地质灾害导致的线路中断影响，成昆铁路长途列车自2019年7月31日起停运。直至当年12月2日，铁路部门方才恢复部分管内长途列车的运行，且要求旅客列车仅在白天开行。

#### 2020年汉源落石及黑西洛泥石流
因持续降雨，2020年8月30日甘洛县阿兹觉乡黑西洛沟发生山洪泥石流，造成位于苏雄站上行方向K295+375处黑西洛铁路桥被冲毁，成昆铁路中断。铁路部门利用工务轨道车转运当地受灾群众至甘洛县城。
该事故是1981年利子依达事故后成都局集团管内发生的最大泥石流灾害。铁路部门计划在黑西洛沟建设带引流管涵的混凝土路基使铁路临时恢复通车，于9月13日抢通，客运业务则于2021年1月1日恢复。铁路部门远期计划在事故处架设明洞及渡槽以保证安全。

## 文物保护

### 成昆铁路仁和段
2020年5月12日，由于成昆铁路花棚子（不含）至黄瓜园（不含）区间即将废止，且迤资、拉鲊、花棚子三站即将移交成都局，昆明局广通工电段遣施工队开赴至该区间，计划卸走沿线的标语及隧道铭牌，此举遭到当地居民的阻拦。13日，攀枝花市政府介入事件并要求暂缓拆除保护遗存。
17日，仁和区人民政府将成昆铁路拉鲊至花棚子区间以“成昆铁路拉鲊至花棚子段”的名义紧急公布为仁和区第三批区级文物保护单位，此后仁和区将公布文件张贴于该区间醒目位置。
18日，广通工电段所遣施工队撤出线路。当年7月2日，仁和区在答复区政协委员议案时提及区政府已经将该段申报省级、市级文物保护单位。12月14日，该区间以“成昆铁路仁和段”的名义列入四川省第九批省级文物保护单位的增补名单。

### 其他保护单位
| 名称           | 保护等级           | 年代   | 分类                       | 地址                 | 认定时间  | 备注    |
| -------------- | ------------------ | ------ | -------------------------- | -------------------- | --------- | ------- |
| 铁马大桥       | 越西县文物保护单位 | 当代   | 近现代重要史迹及代表性建筑 | 乃托镇莫洛村         | 2011年6月 | [ 169 ] |
| 沙马拉达隧道   | 喜德县文物保护单位 |        | 近现代重要史迹             | 沙马拉达乡沙马拉达村 |           | [ 170 ] |
| 三堆子铁路大桥 | 仁和区文物保护单位 | 1969年 | 近现代重要史迹及代表性建筑 | 金江镇小鲊石社区     |           | [ 163 ] |

## 注脚
1. ↑  花棚子—黄瓜园区间因水库蓄水永久废除
2. ↑  单台机车牵引路段所允许的最大坡度。
3. ↑  两台及以上机车牵引路段所允许的最大坡度。
4. ↑  即铁二院，此时已自西南设计分局改为此名
5. ↑  彝语地名，初译“沙木拉打”。
6. ↑  内昆铁路当时仅有内江至宜宾区间完工。
7. ↑  即自北端成都、南端昆明分别朝对方相向施工。
8. ↑  即优先推进北段的工程
9. ↑  但出于谨慎考虑，并未将其确定为期限。
10. ↑  此时襄渝铁路已经作为西南铁路的一部分上马动工。
11. ↑  还有其它区间的几处大型桥梁工程也由大桥局完成
12. ↑  受人烟稀少、地形困难等影响，线路刚建成时的一些会让站并未遵循设置三股站线的一般规律，而仅设置两股站线[65]。
13. ↑  攀枝花至永仁间复线属永仁至广通段工程[72]。
14. ↑  该段线路的扩能改造方式为在既有线路旁新建一线[73]。
15. ↑  扩能改造工程中的广昆铁路为另修双线铁路
16. ↑  成昆铁路一部分走向与长征路线重合[130]
17. ↑  位于29°09′01″N 102°52′16″E / 29.150410°N 102.871157°E

## 延伸阅读
- 中华人民共和国交通：
  - 成昆铁路支线：
    - 渡口铁路
    - 昆阳铁路
    - 安八铁路
- 中国铁路发展史，三线建设时期在西南地区（含重庆市）修建的铁路：
  - 贵昆铁路
  - 川黔铁路
  - 襄渝铁路